# Arquitectura de Azerbaiyán
En la arquitectura de Azerbaiyán se funden por lo general elementos del Este y del Oeste. Muchos antiguos tesoros arquitectónicos como son la Torre de la Doncella y el Palacio de los Shirvanshah situados en la ciudad amurallada de Bakú perduran en el Azerbaiyán contemporáneo. Entre las joyas arquitectónicas de la época medieval que reflejan la influencia de diversas escuelas se encuentran el palacio de los sahs en Bakú, el Palacio de los Kanes de Şəki en la ciudad de Shaki en el centro-norte de Azerbaiyán, el Templo de Surakhany en la Península de Absheron, además de varios puentes que cruzan el Río Aras, y muchos mausoleos. Entre los siglos XIX y principios del siglo XX, se crearon algunos monumentos arquitectónicos, aunque principalmente se construyeron residencias privadas en Bakú y otros lugares. Entre los monumentos arquitectónicos más recientes, los subterráneos del metro de Bakú destacan por su lujosa decoración. La ordenación urbanística y las actividades arquitectónicas están reguladas por el Comité de Estado para la Edificación y Arquitectura de la República de Azerbaiyán.

## El Palacio de los Shirvanshah
Los Shirvanshahs dominaron el estado de Shirvan en el norte de Azerbaiyán durante el período comprendido entre los siglos VI y XVI aunque más adelante su atención se desplazó a Bakú en el siglo XII, cuando Shirvanshah Manuchehr III ordenó amurallar la ciudad. En 1191, tras sufrir un devastador terremoto que destruyó la capital de Shamakhi, la residencia de los Shirvanshahs se trasladó a Bakú, a la vez que se fundaba el complejo de los Shirvanshah. Este recinto, construido en el punto más alto de Ichari Shahar, permanece como uno de los monumentos más sobresalientes de la arquitectura medieval en Azerbaiyán. 
El complejo de los Shirvanshah, que está dividido en varios sectores que se crearon en diferentes épocas, no disponía de un plan general de construcción. En lugar de ello, cada nuevo edificio se fue añadiendo a medida que iba siendo necesario. 
La mayor parte de la construcción se llevó a cabo en el siglo XV, durante el reinado de Khalilullah y su hijo Farrukh Yassar en 1435-1442. Los edificios que pertenecen al complejo comprenden, lo que podrían haber sido estancias residenciales, una mezquita, la tumba Divankhana con forma octogonal (Royal Assembly) para miembros de la familia real, el mausoleo de Seyid Yahya Bakuvi (un conocido astrónomo de la época), así como los baños. Todos estos edificios, exceptuando los baños y los que tenían una función residencial, están bien conservados, aunque el complejo de los Shirvanshah se encuentra actualmente en reconstrucción. Dispone de 27 habitaciones en la primera planta y de 25 en la segunda. 
La funcionalidad original del conjunto se encuentra actualmente en estudio pues, aunque comúnmente se describe como un palacio, algunos expertos lo ponen en duda. Principalmente porque el complejo no está dotado de la grandiosidad ni las imponentes estancias que se asocian normalmente con este tipo de edificaciones; por ejemplo, no dispone de grandes estancias para la recepción de invitados o enormes habitaciones reales y la mayoría de las habitaciones parecen más apropiadas para pequeñas oficinas o cuartos para monjes. 

### Divankhana

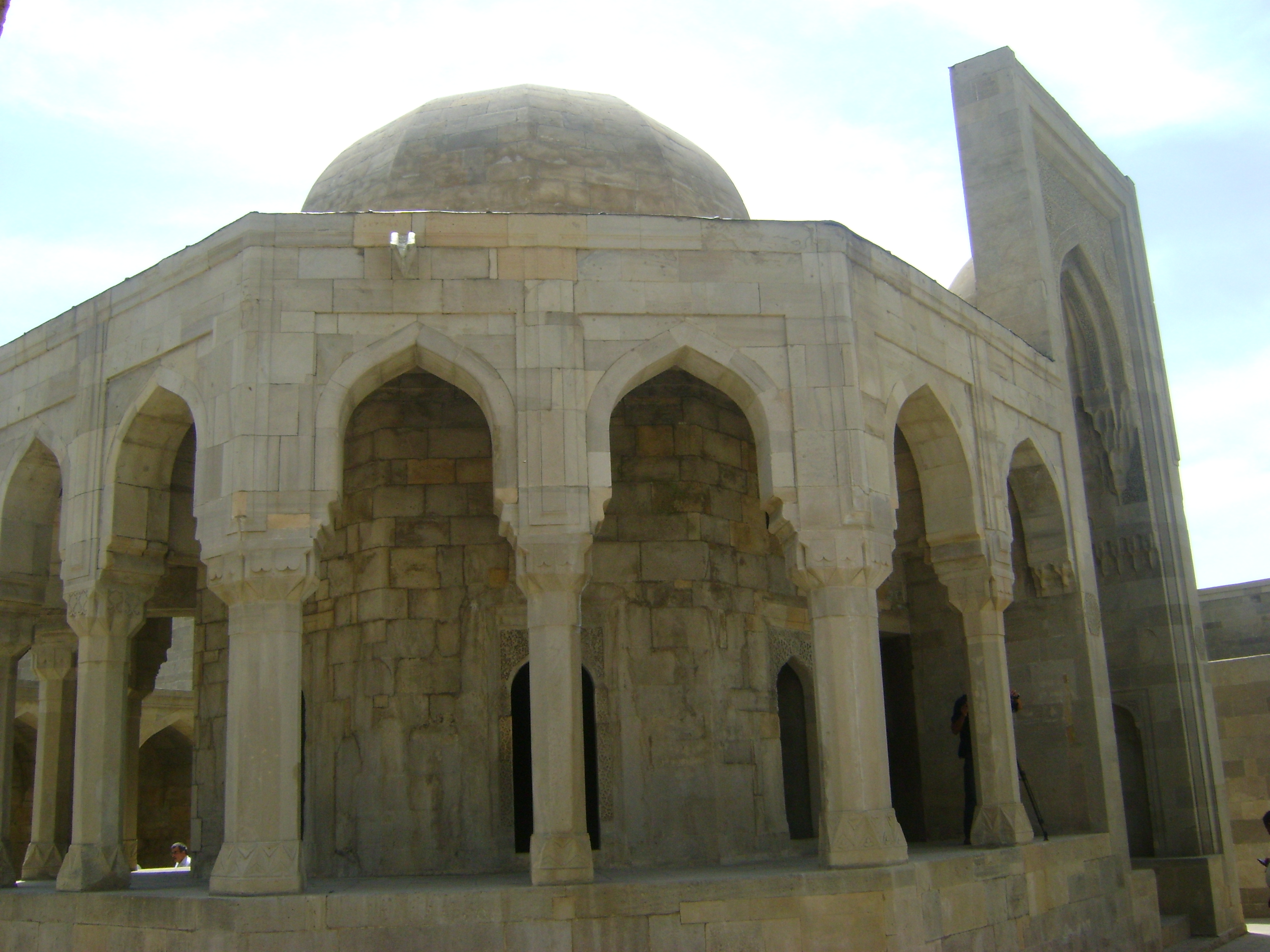
Divankhana

Este edificio único, situado en el nivel más alto de la planta baja, tiene la forma de un pabellón octogonal. De él destaca la filigrana del portal de entrada, que está minuciosamente labrada en roca caliza. La inscripción central con la fecha de la su construcción, así como del nombre del arquitecto, podría haber sido quitada después de que el Shah Ismayil Khatai conquistara Bakú en 1501. No obstante, hay dos medallones muy interesantes a ambos lados de la entrada. Cada uno de ellos consiste en seis rombos con un patrón muy inusual esculpido en piedra, que incluyen postulados fundamentales del culto Chiita: “No hay más Dios que Alá y Mahoma es su profeta. Ali es el líder de los creyentes.” En numerosos rombos, la palabra “Alá” (Dios) está inscrita al revés de modo que pueda ser leída con un espejo. Por ese entonces eran muy comunes en el mundo oriental las tallas que era necesario observar en el reflejo de un espejo. 
Los académicos consideran que Divankhana era un mausoleo pensado para, o quizá utilizado por, Khalilullah I. Su rotonda recuerda a aquellas encontradas en los mausoleos de Bayandur y Mama-Khatun en Turquía. Del mismo modo, la pequeña sala que precede a la estancia principal con forma octogonal es una característica común en los mausoleos de Shirvan.

### La tumba de Shirvanshakh

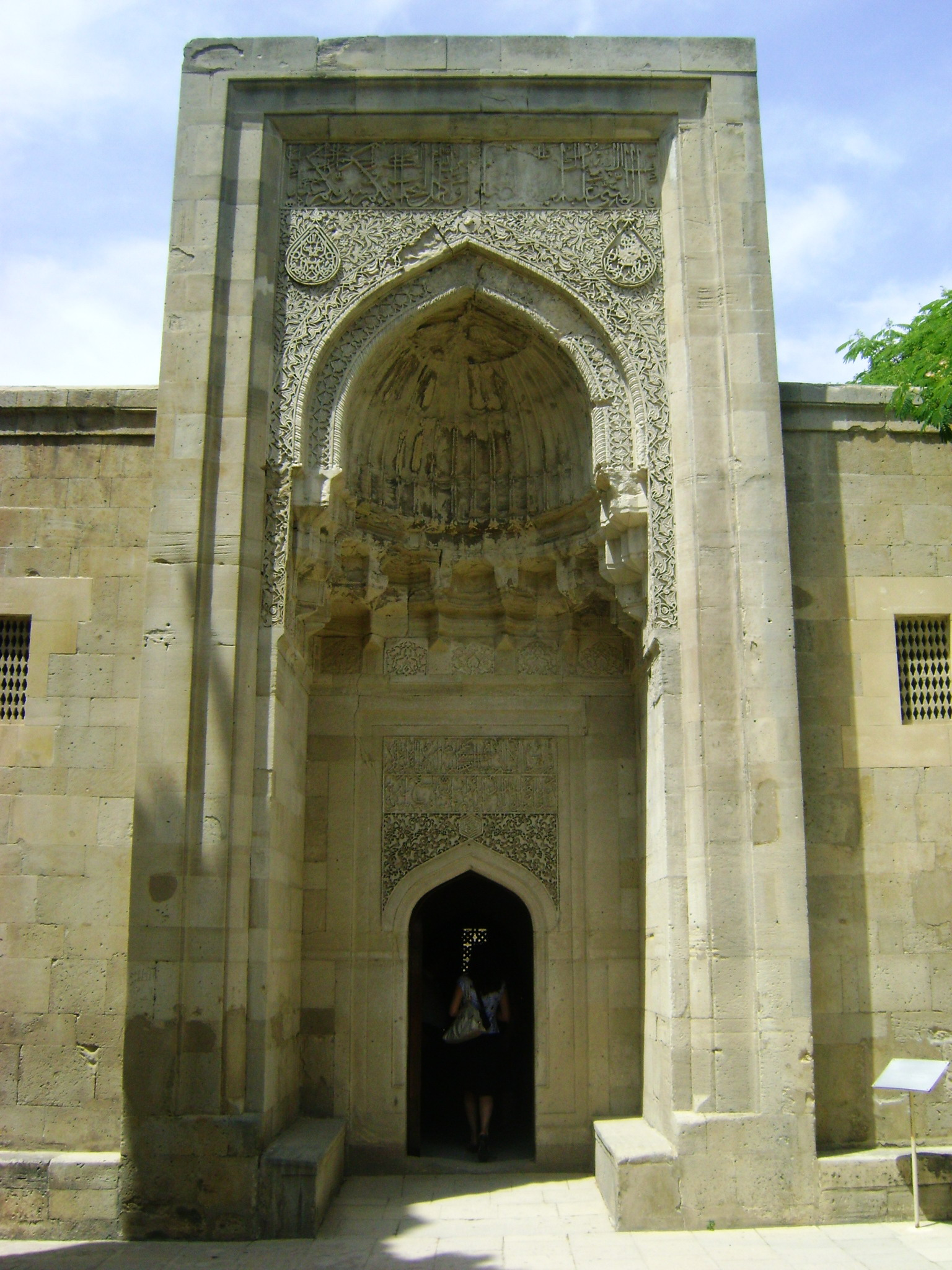
La tumba de Shirvanshakh

Este edificio está localizado en la planta baja y es conocido como la Turba (tumba abovedada).  Una inscripción data la bóveda de 1435-1436 y dice que Khalilullah I la construyó para su madre Bika khanim y su hijo Farrukh Yamin, quienes murieron en 1435 y 1442, respectivamente; este último a la corta edad de siete años. Diez tumbas más fueron descubiertas posteriormente, las cuales podrían haber pertenecido a otros miembros de la familia del Shah, incluyendo dos hijos más cuya muerte precedió a la suya. 
La entrada a la tumba está decorada con estalactitas esculpidas en piedra caliza. Una de las características más interesantes de este portal son los dos medallones con forma de gota a ambos lados de la inscripción coránica que, en un principio, parecen tener únicamente una función decorativa. 
La Turba es una de las pocas áreas en el complejo de los Shirvanshah donde se conoce el nombre del arquitecto que construyó la estructura. En el portal de la tumba abovedada, el nombre  "Me'mar (arquitecto) Ali" aparece inscrito en el diseño, aunque invertido, de forma que deba leerse en el reflejo de un espejo. Algunos estudiosos sugieren que de haber descubierto el Shah que el arquitecto había inscrito su propio nombre en una posición más alta que la del suyo, podría haberle castigado por ello severamente. El efecto del espejo fue por tanto, un recurso muy ingenioso utilizado para que su nombre pudiera permanecer para la posteridad.

### Vestigios históricos
Otra sección importante de la planta baja es la mezquita, cuya construcción, de acuerdo a las complejas inscripciones de su minarete, parecer ser que fue ordenada por Khalilullah I en 1441. Este minarete tiene 22 metros de altura (aproximadamente 66 pies). Por otra parte, la mezquita de Key Gubad, que está a tan sólo unos metros por fuera del recinto, fue construida en sigo XIII. Fue destruida en 1918 en un incendio, permaneciendo únicamente la base de sus muros y las columnas. En los alrededores se encuentra el Mausoleo del siglo XV, que está considerado como lugar de sepultura para el astrónomo de la corte Seyid Yahya Bakuvi.La puerta de Murad se añadió posteriormente al recinto. Una inscripción en la puerta indica que ésta fue construida por un ciudadano de Bakú llamado Baba Rajab durante el mandato del sultán turco Murad III en 1586 y aparentemente sirvió como entrada a un edificio, pero se desconoce qué tipo de construcción era o incluso si ésta llegó a existir. 
En el siglo XIX, el complejo era usado como depósito de armas. Los muros fueron añadidos alrededor de este perímetro, con estrechas rendijas escarbadas en la roca de modo que las armas pudieran ser disparadas a su través. Estos detalles anacrónicos no tienen mucha conexión con los Shirvanshahs, pero sí aportan una idea de cómo los edificios podrían haber sobrevivido a las diferentes vicisitudes políticas que presenciaron a lo largo de la historia. 
En el jardín interior se pueden ver algunas de las piedras talladas en los frisos que fueron traídas de las ruinas de la fortaleza de Sabayil que quedó sumergida en el agua en la orilla de Bakú. Las piedras contienen inscripciones que recopilan el árbol genealógico de la familia de los Shirvanshah. 
El recinto fue considerado histórico en 1920 y su reconstrucción ha continuado intermitente desde entonces. De acuerdo con Sevda Dadashova, su director, ésta se encuentra actualmente en progreso, aunque mucho más ralentizado de lo esperado debido a la falta de financiación del proyecto. 

## Palacios

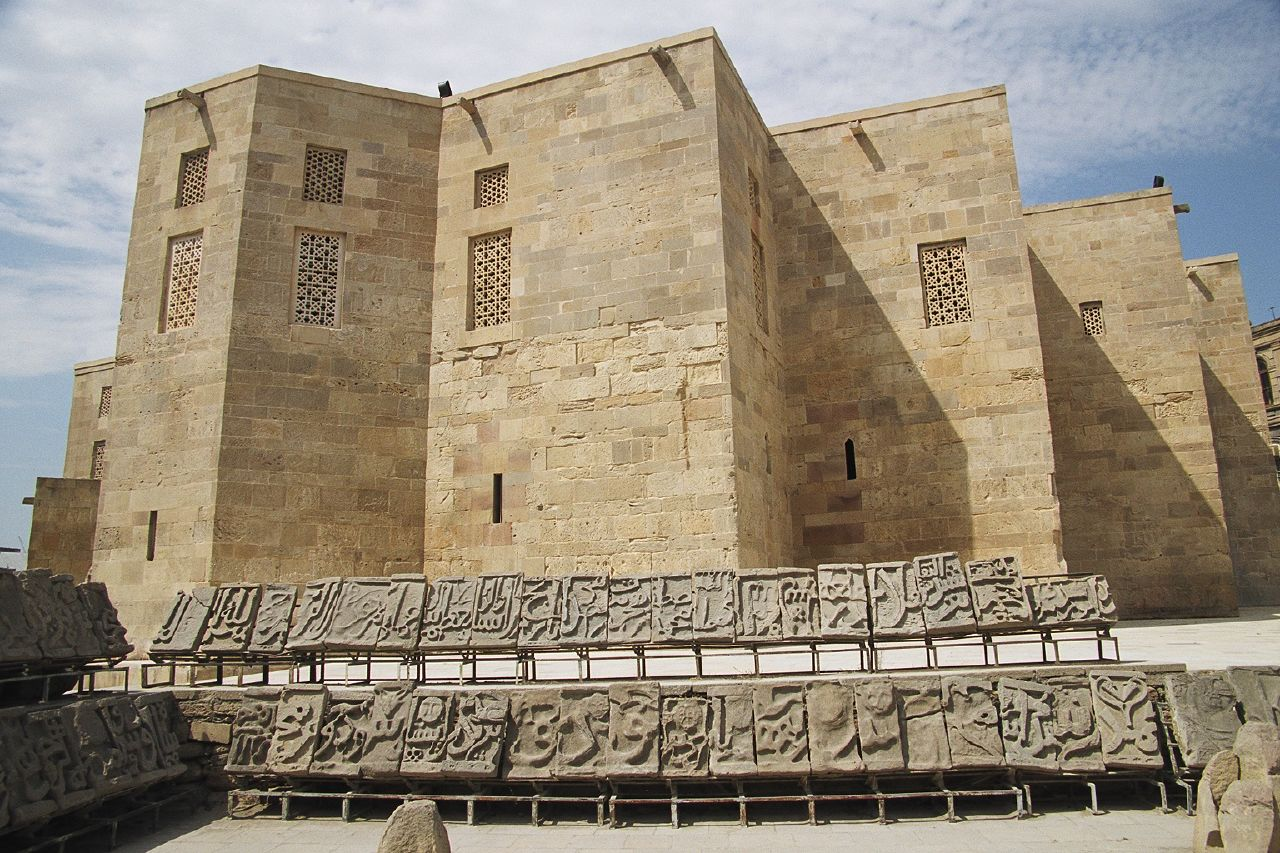
Palacio de los Shirvanshah, Bakú
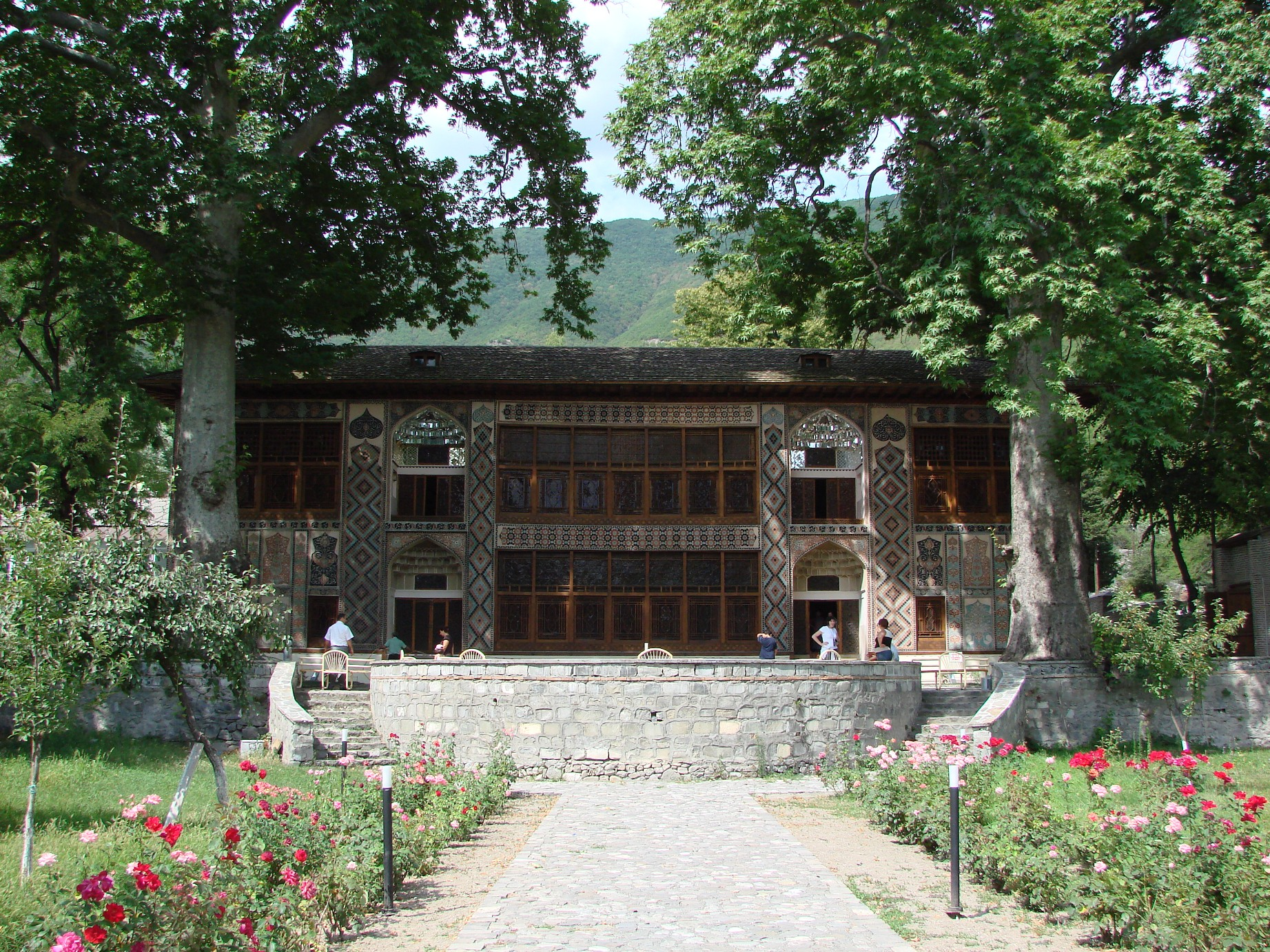
Palacio de los Kanes de Şəki, Shaki
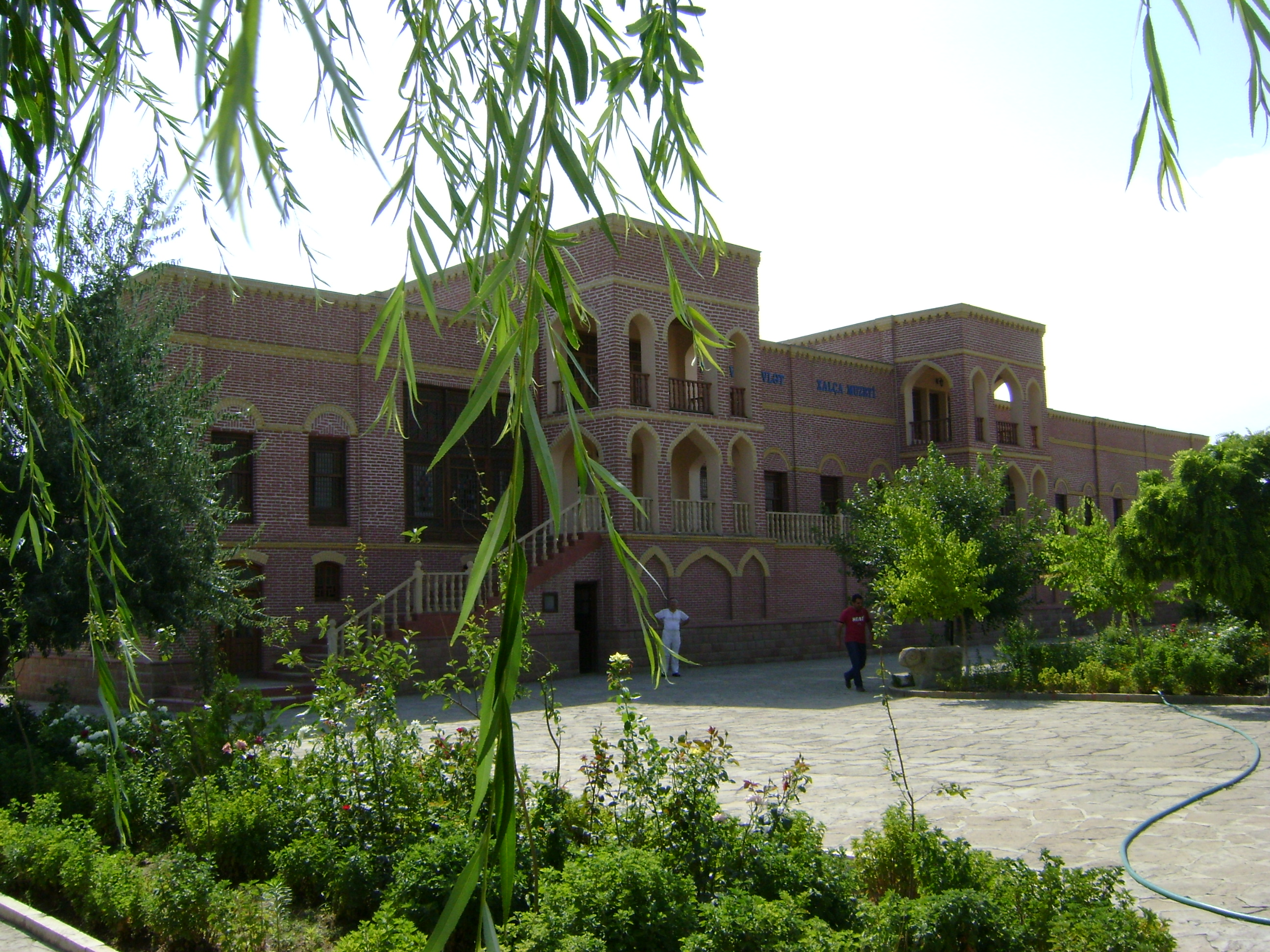
Palace of Nakhchivan Khans, Najicheván (ciudad)

## Rascacielos
A finales de los noventa los edificios de gran altura empezaron a abundar en Bakú, la capital de Azerbaiyán.  Entre los rascacielos más representativos se encuentran, el conjunto llamado “Torres Flame” , "Torres del Puerto de Bakú", "Trump International Hotel & Tower Baku"o "Azure" entre otros. Los edificios "SOCAR Tower" y "The Crescent Development project" están en construcción y está previsto que sean los más altos después de que las obras finalicen. 

## Arquitectura delsigloXXen Azerbaiyán
La etapa inicial de desarrollo de la arquitectura en Azerbaiyán durante la época soviética está asociada a la creación de asentamientos obreros alrededor de Bakú como en Binagadi, Rasulzade, Bakikhanov, Montin, Mammadyarov. El plano general de la Gran Bakú, uno de los mayores planes iniciales de la antigua URSS incluía además, la construcción de nuevas regiones. Adicionalmente a las medidas tomadas para resolver el problema de la edificación de viviendas, se mejoraron las comunicaciones en Absheron. 
El primer programa de graduados de la Facultad de Arquitectura de la Escuela Politécnica de Azerbaiyán tuvo lugar en 1929. Los jóvenes arquitectos S.Dadashov y M. Useynov crearon la fábrica Bayil (actualmente el hospital materno de día), así como el nuevo edificio de la Escuela Industrial de Azerbaiyán (actualmente la Academia Estatal de Petróleo e Industria de Azerbaiyán) (1932), La Escuela de Bellas Artes, varios edificios residenciales, o la Escuela Técnica de Pedagogía en Gazakh (todo ello en 1933), llevando a término su construcción. 
A partir de la década de los años 30 del siglo XX se dio comienzo a una nueva etapa en la arquitectura de Azerbaiyán. La construcción de la Cámara Gubernamental de Bakú comenzó en 1934, pero el estallido de la Segunda Guerra Mundial paralizó la obra. Tras la Segunda Guerra Mundial en 1945, la construcción de edificio se reanudó, completándose en 1952.
Por otra parte, el teatro Nizami y el anterior edificio del Ministerio de Alimentación de la República de Azerbaiyán (ambos durante 1937-1939), los cuales fueron construidos según las bases dadas por los proyectos de S. Dadashov y M. Useinov, se diferencian de otras edificaciones debido a su estructura espacio-volumen y las soluciones arquitectónicas aplicadas. A finales de 1930, se construyeron muchos edificios para albergar escuelas a lo largo del país, así como se dio comienzo a los planos generales de ciudades como Yevlakh, Khankendi y Sheki.
La Biblioteca Nacional de Azerbaiyán llamada posteriormente M.F. Axundov, se construyó en 1961, combinando estilos clásico y moderno. El proyecto de esta biblioteca quedó a cargo de Mikhail Huseynov, siendo el edificio más extenso en albergar una biblioteca en la región del Cáucaso.
Además de ello, los mausoleos de Yusif ibn Kuseyr y Momina Khatun, que fueron creados por Adjami Nakhchivani y de los cuales se cumplieron 850 años en 1976, fueron reconstruidos, evitando su destrucción. 
El Palacio Presidencial, que se construyó bajo las bases de un proyecto cuyo diseño estaba a cargo de Fuad Orujov (jefe del proyecto), Tahir Allahverdiyev (arquitecto) y Madat Khalafov (diseñador) durante los años comprendidos en el período 1977-1986, es un edificio de doce plantas revestido con mármol y granito. Durante esta época se tomaron diferentes decisiones para solventar los problemas asociados a las ciudades históricas de Azerbaiyán y los sistemas de construcción de poblaciones. Shaki (1968), Ciudad Vieja (Bakú), Shusha y Ordubad ( todas ellas en 1977), el asentamiento de Lahidj (1980), la población de Nardaran (1992), la ciudad de Shabran, la región de Davachi (2002), el pueblo de Ilisu, la región de Qakh (2002), el banco Arpachay, la región de Ordubad (2002), la torre Chiraggala, el pueblo de Kish, la región de Shaki (2003), Pir Huseyn khanagah (residencia), así como la región de Hadjigabul (2004) fueron declaradas ciudades históricas desde el punto de vista arquitectónico en Azerbaiyán.

## Arquitectura delsigloXXIen Azerbaiyán

### Torres Flame
Azerbaiyán ha sido conocido durante mucho tiempo como La tierra del fuego. Por esta motivo, las figuras representando las llamas de un fuego ardiendo han sido muy recurrentes en este país. La arquitectura de las Torres Flame es sin duda el ejemplo más icónico. El complejo está equipado con pantallas led y sus tres edificios son los más altos del país, con una altura de 182 metros. El área total ocupada por el conjunto es de 235.000 metros cuadrados.
Las Torres Flame consisten en tres edificios que incluyen un hotel, apartamentos y oficinas. Su construcción comenzó en 2007, finalizando en 2012. En 2013 fue galardonado como “el mejor hotel y centro turístico” por la MIPIM.

### Centro Cultural Haydar Aliyev
Main article:  Centro Heydar Aliyev
Uno de los ejemplos más destacados y visibles de la arquitectura contemporánea de Azerbaiyán es el Centro Haydar Aliyev, que representa la historia del crecimiento del Mar Caspio en la mitología Azerí. La arquitecta anglo-iraquí Zaha Hadid fue la encargada de diseñar el centro Haydar Aliyev en 2007, el cual es considerado uno de los símbolos del Bakú actual. El área del complejo ocupa 15,93 hectáreas y la línea recta no ha sido utilizada en el proyecto. Las líneas del edificio simbolizan la fusión del pasado con el futuro. 
El centro trata de romper con la arquitectura monumental de la época soviética, que es bastante común en Bakú y expresar al mismo tiempo las sensibilidades de la cultura azerí y el optimismo de una nación que mira hacia el futuro.

### Bakú Crystal Hall
El edificio Baku Crystal Hall es un complejo destinado a espectáculos deportivos, aunque fue construido para alojar el Festival de Eurovisión que tuvo lugar en Bakú en 2012.
El 2 de agosto de 2011, se anunció que se había firmado un acuerdo con una compañía de construcción alemana llamada ‘’Alpine Bau Deutschland AG’’, dándose comienzo a las obras. La construcción del estadio concluyó el 16 de abril de 2012. Las gradas pueden albergar a 25.000 espectadores, además de disponer de salas vip. Por otra parte, el magnífico sistema de iluminación usado en el Baku Crystal Hall consiste en más de 2.500 proyectores y más de 3.000 de cable, que fueron traídos de Alemania. Los diodos eléctricos, con un área de más de 1.300 metros están situados en forma de ventanas electrónicas en la fachada del edificio.

### Estadio Olímpico de Bakú
El 6 de junio de 2011 se inició la construcción del estadio, con la participación del presidente Ilham Aliyev, así como los anteriores presidentes de la FIFA y la UEFA, Sepp Blatter y Michel Platini, respectivamente. 
La ceremonia de inauguración tuvo lugar el 6 de marzo de 2015 y el estadio está destinado a albergar los eventos deportivos más importantes de Azerbaiyán, lo que lo convierte en un estadio multifuncional, que es el más grande de Azerbaiyán, con una capacidad total de 68.700 asientos para espectadores. Ha sido, además, considerado como el séptimo mejor estadio del mundo por StadiumDB. La construcción del edificio fue otorgada a TEKFEN, que es una compañía turca encargada tanto del diseño como de la construcción. Muchos hoteles, aparcamientos (para un total de 3.617 plazas), así como espacios verdes (81.574 metros cuadrados) se han creado alrededor del estadio. Contiene 127 salas VVIP, VIP-CIP con una capacidad de 720 espectadores cada una de ellas, además de 1.800 asientos calefactados, un edificio MEP, un Centro de Información y dos Edificios externos.

### Coliseo Nacional de Gimnasia
El Coliseo Nacional de Gimnasia, destinado para 9.000 personas, está localizado junto a la estación de metro de Koroghlu, en la avenida de Heydar Aliyev.  El número de asientos puede variar entre 5.000 y 9.000 dependiendo de la capacidad y naturaleza de la competición. El estadio dispone de 2 escenarios, salas VIP para patrocinadores en cada planta, salas de descanso y un comedor dedicado a Heydar Aliyev.

## Galería

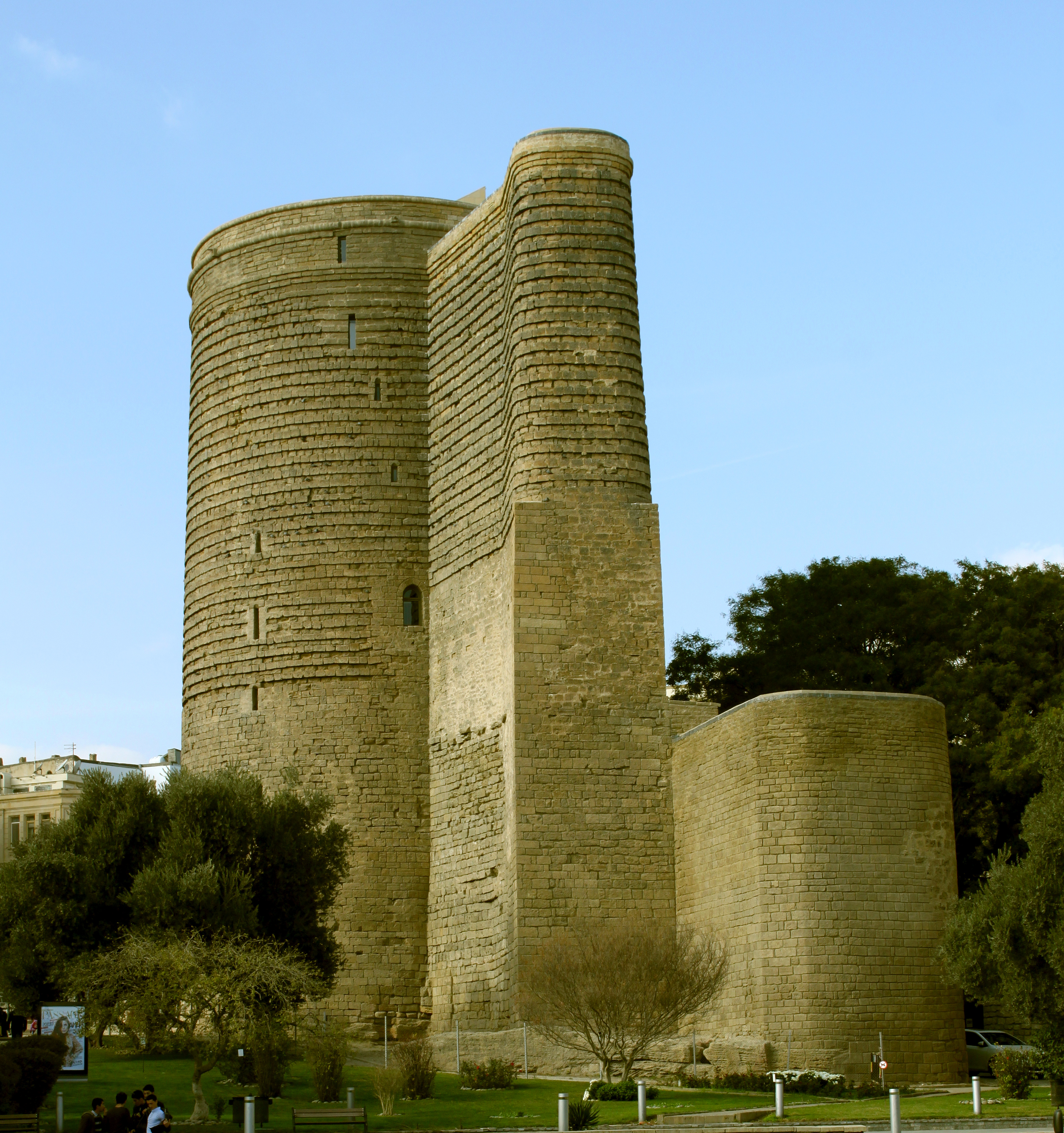
Torre de la Doncella en Bakú.
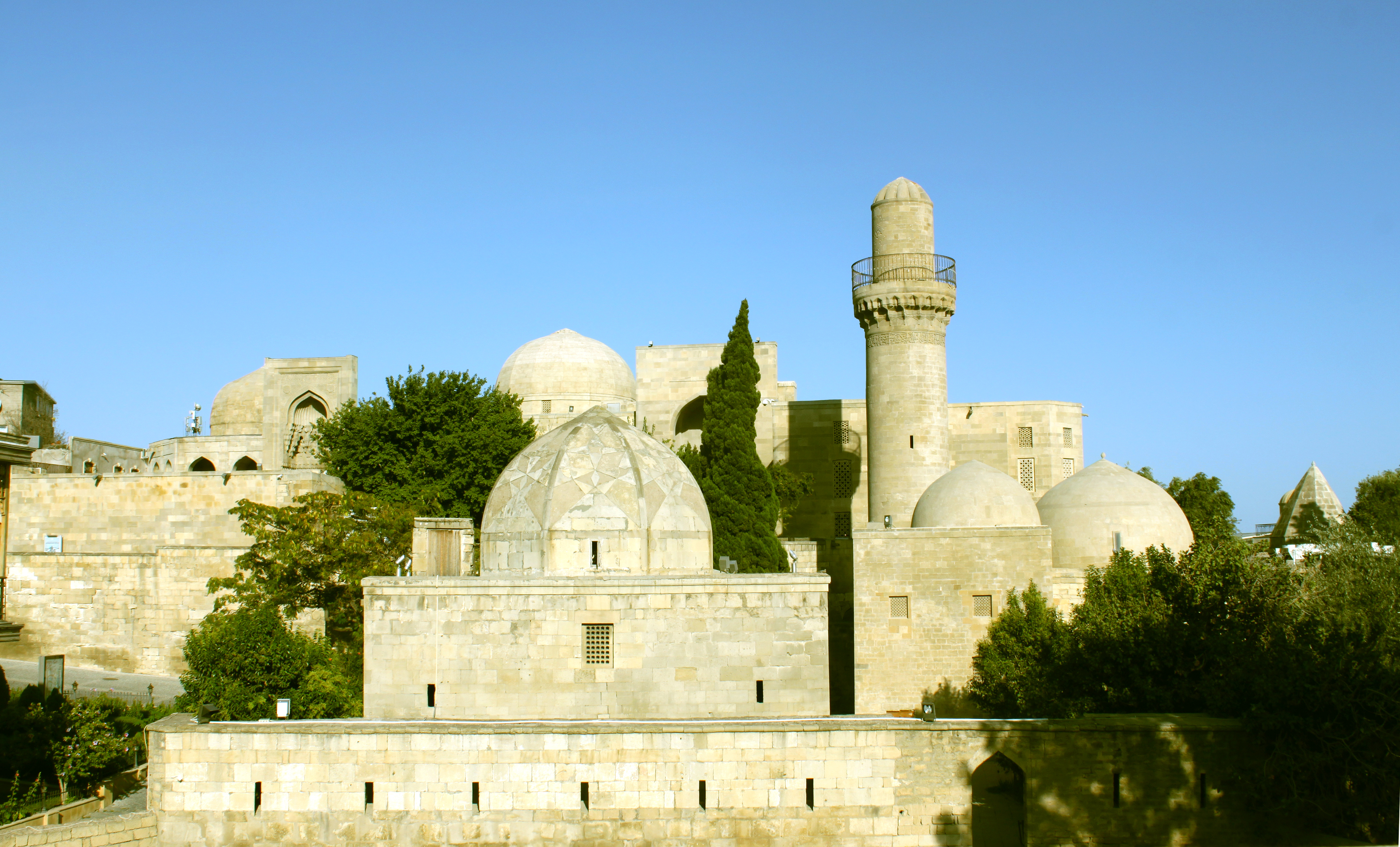
The Palacio de los Shirvanshah.
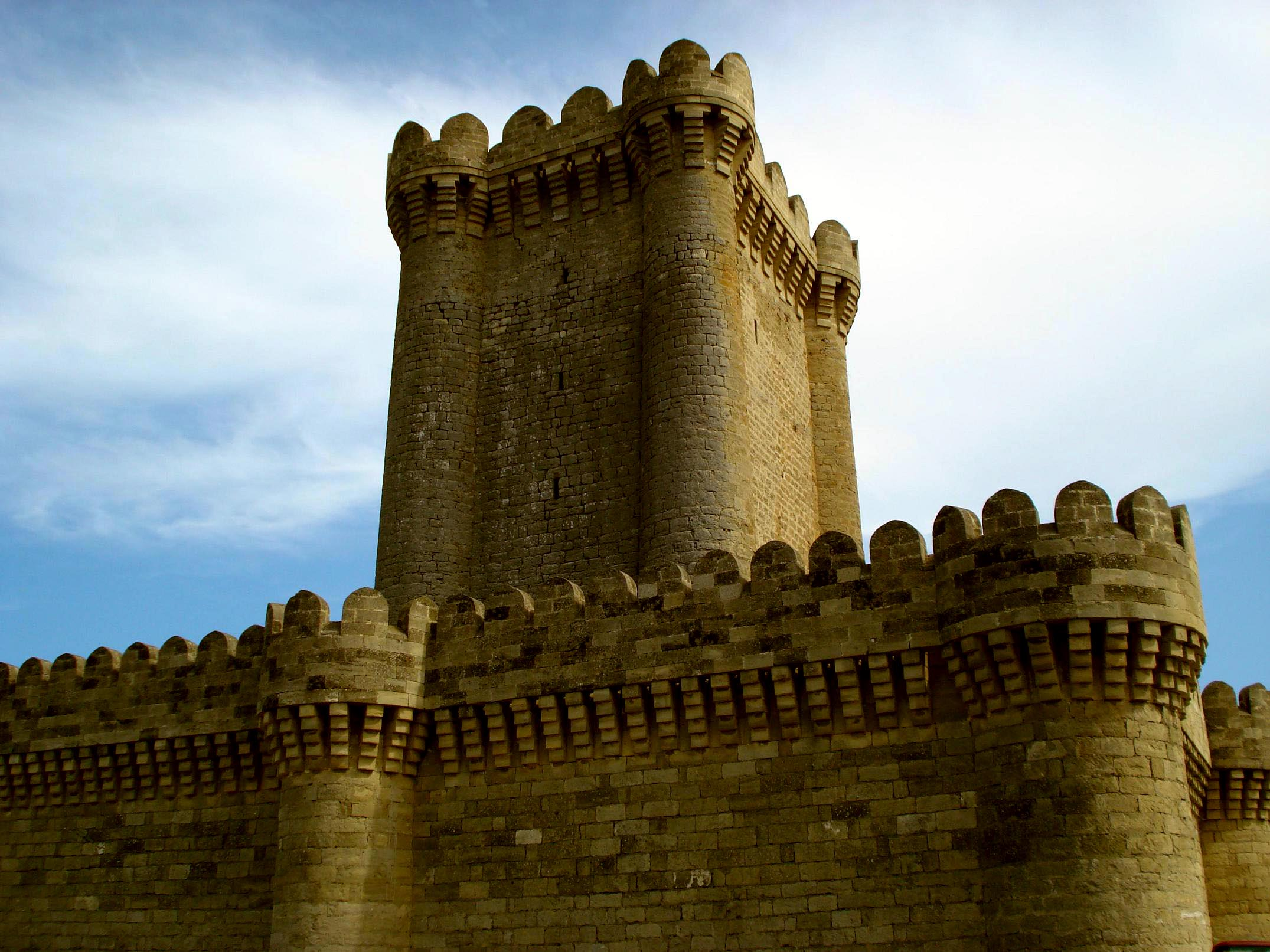
Quadrangular castle of Mardakan
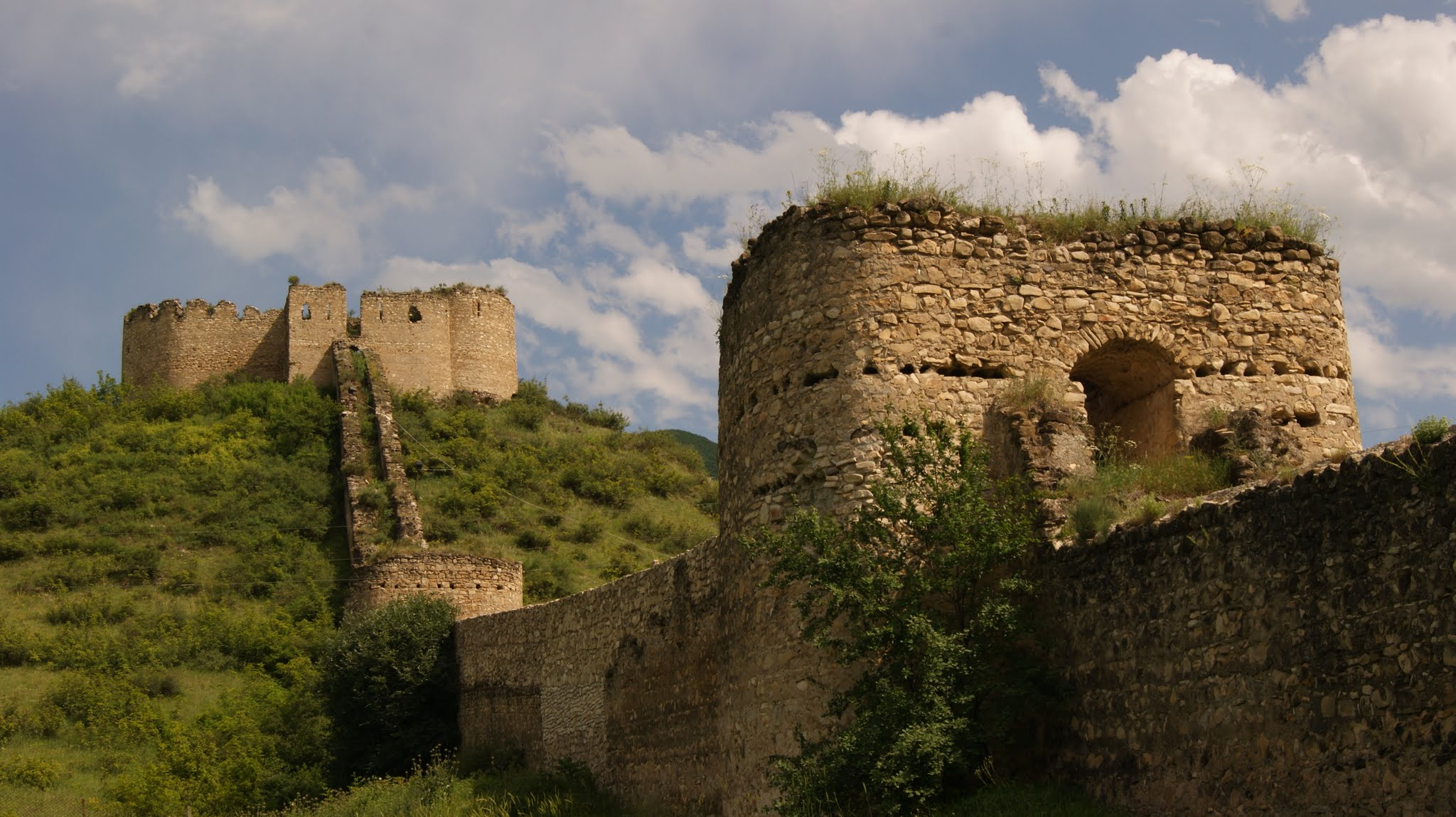
Askeran Fortress
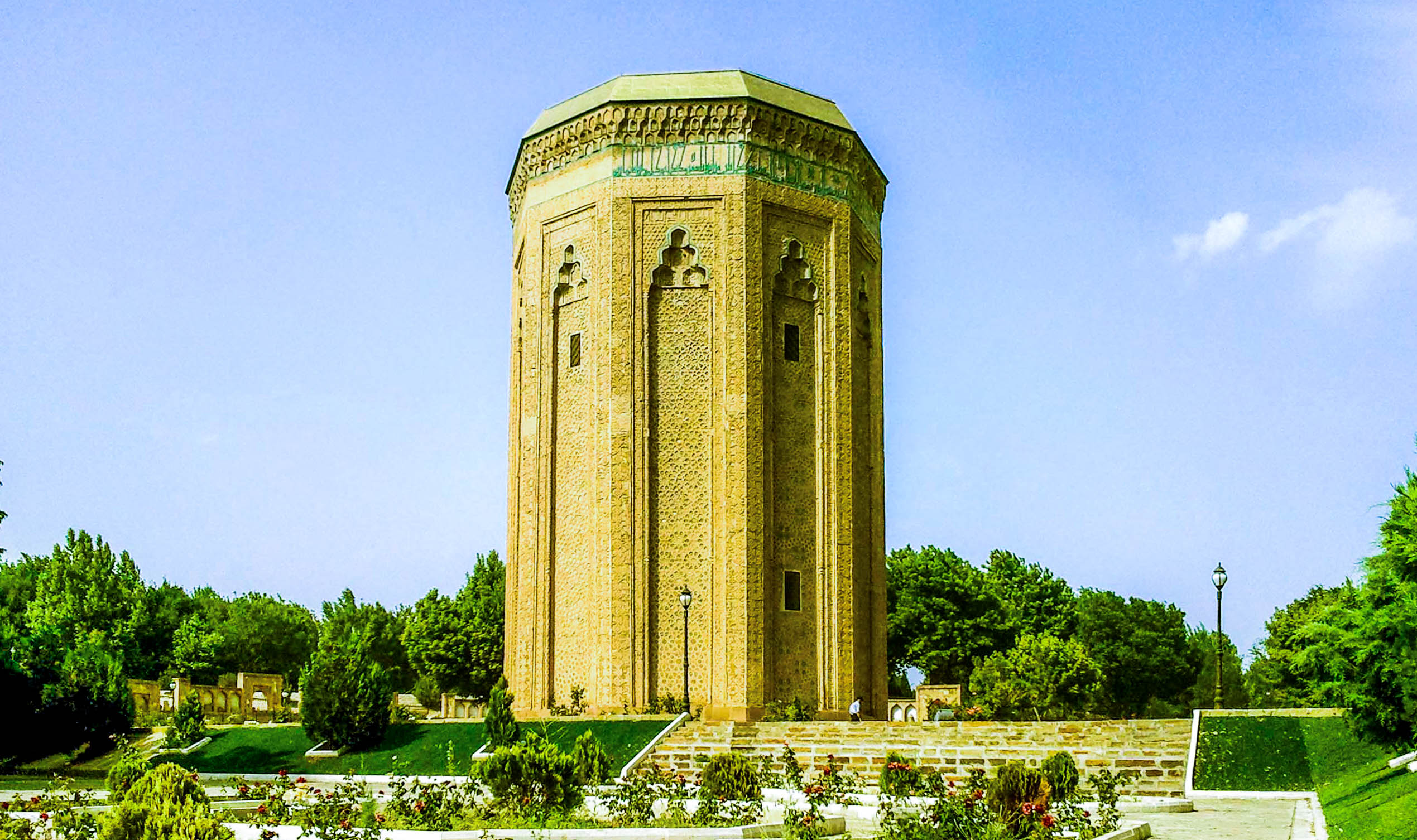
Mausoleo de Momine Khatun
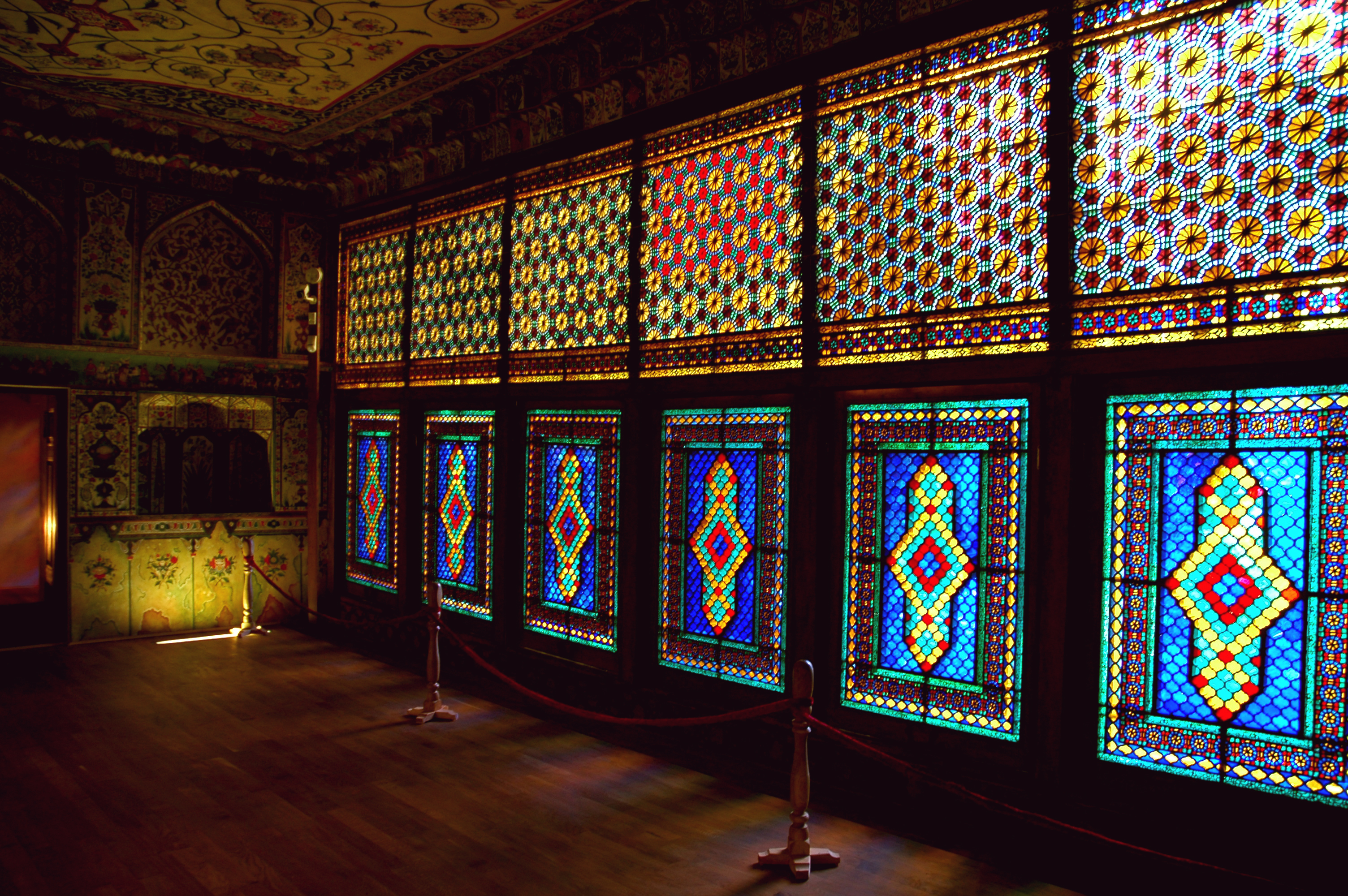
Palacio de los Kanes de Şəki
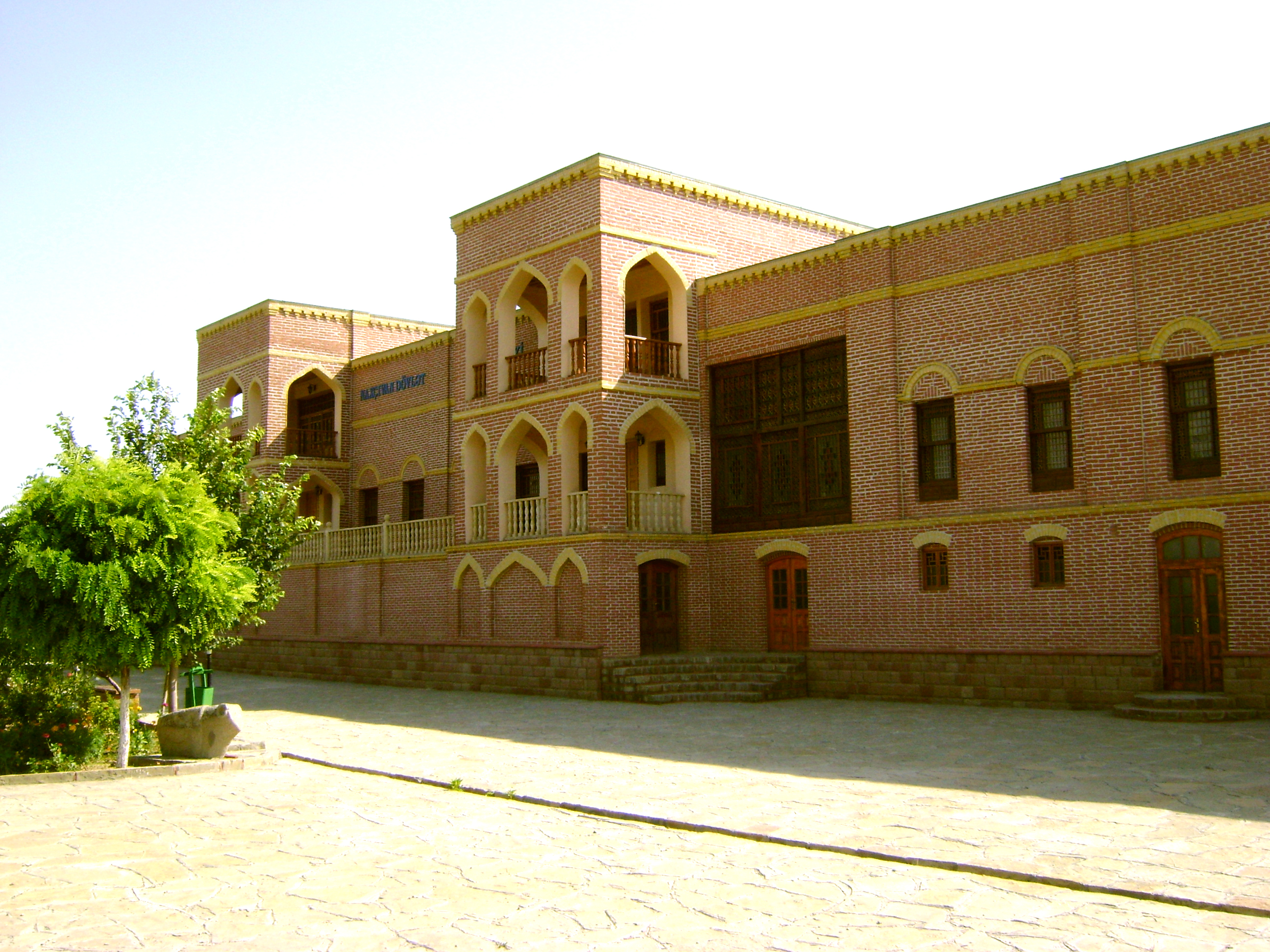
Palace of Nakhchivan Khans
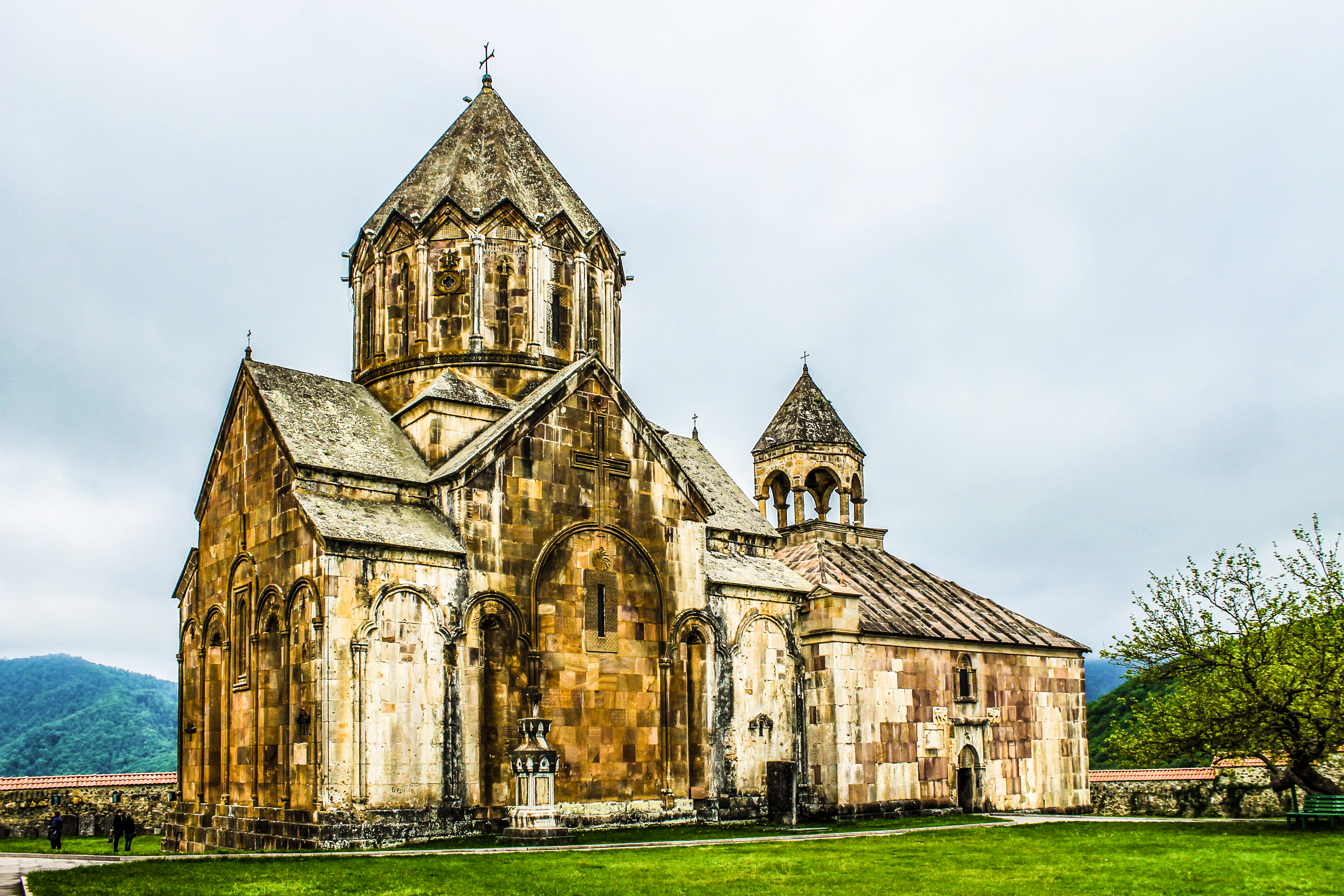
Monasterio de Gandzasar in Kəlbəcər.
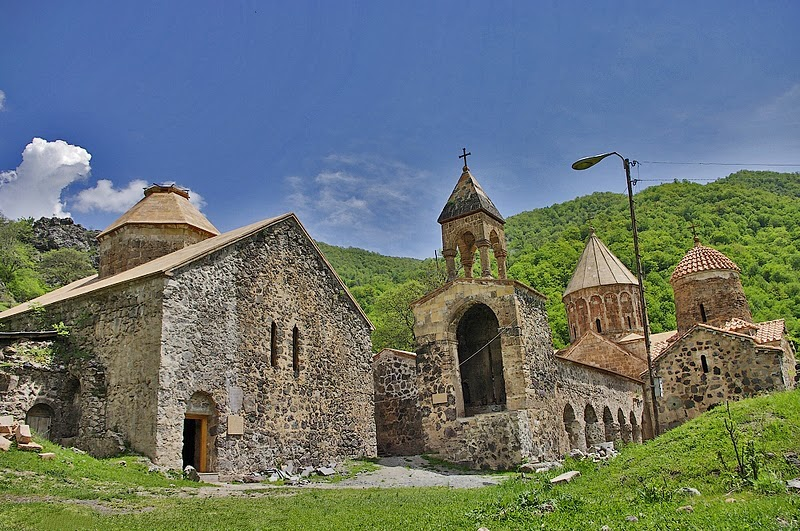
Dadivank monasterio.
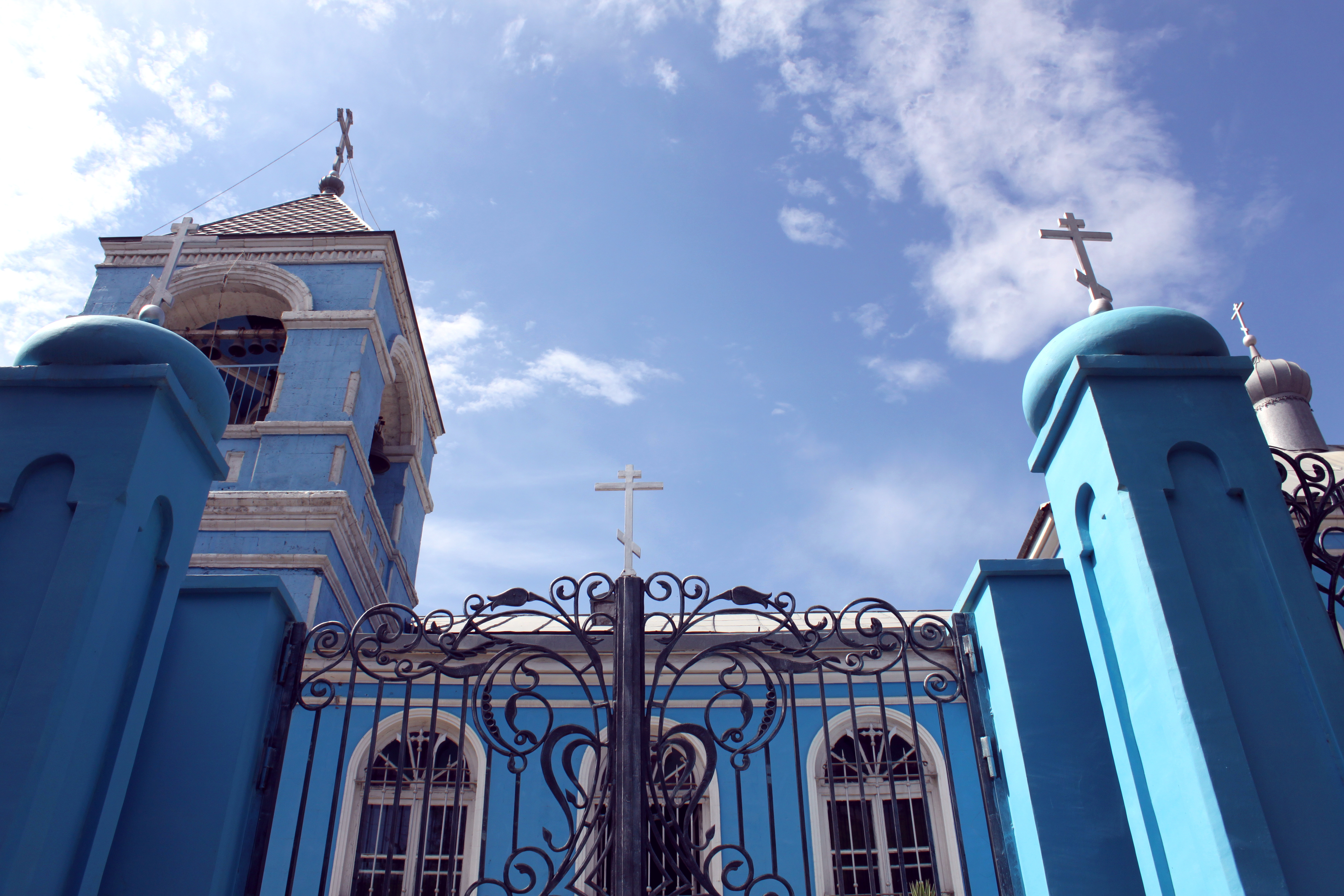
Orthodox Church of Saint Michael Archangel in Baku
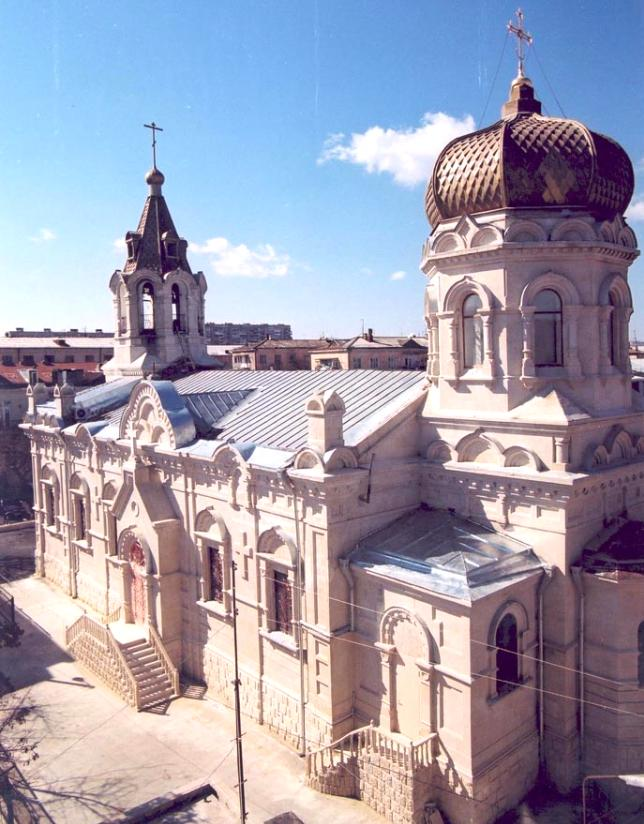
Catedral de las Santas Miróforas
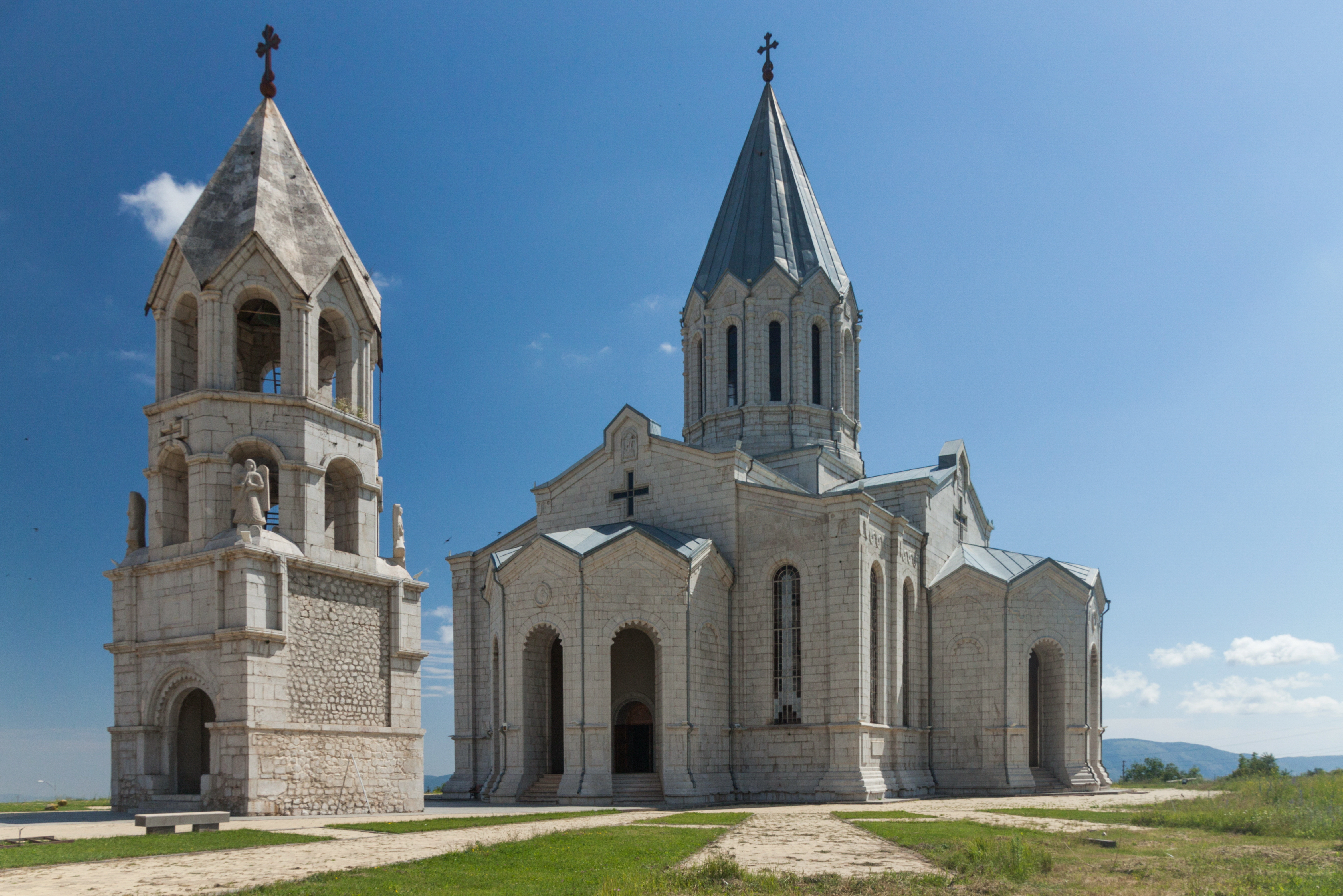
Catedral de Ghazanchetsots
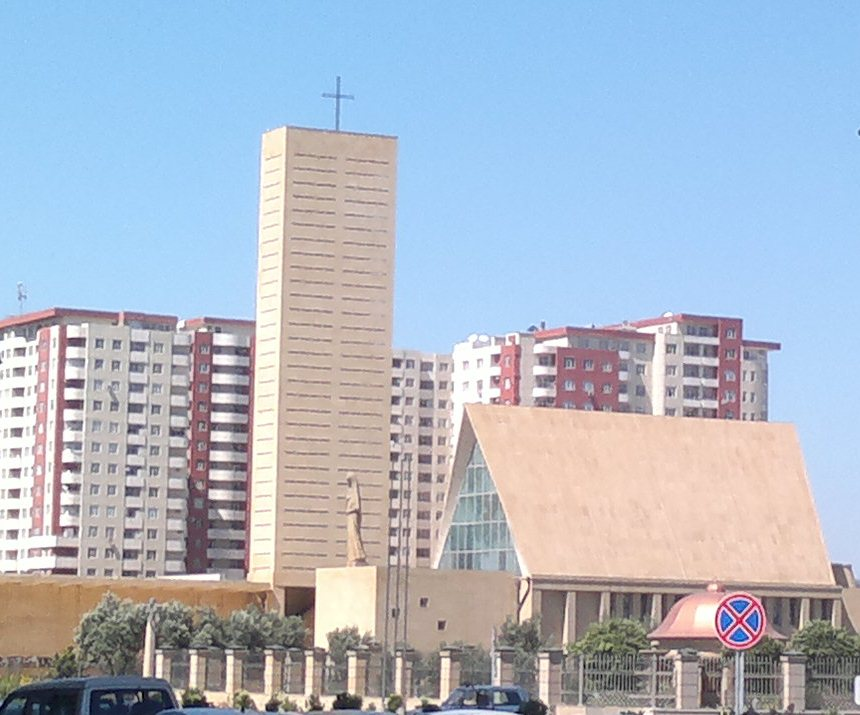
Iglesia de la Inmaculada Concepción (Bakú)
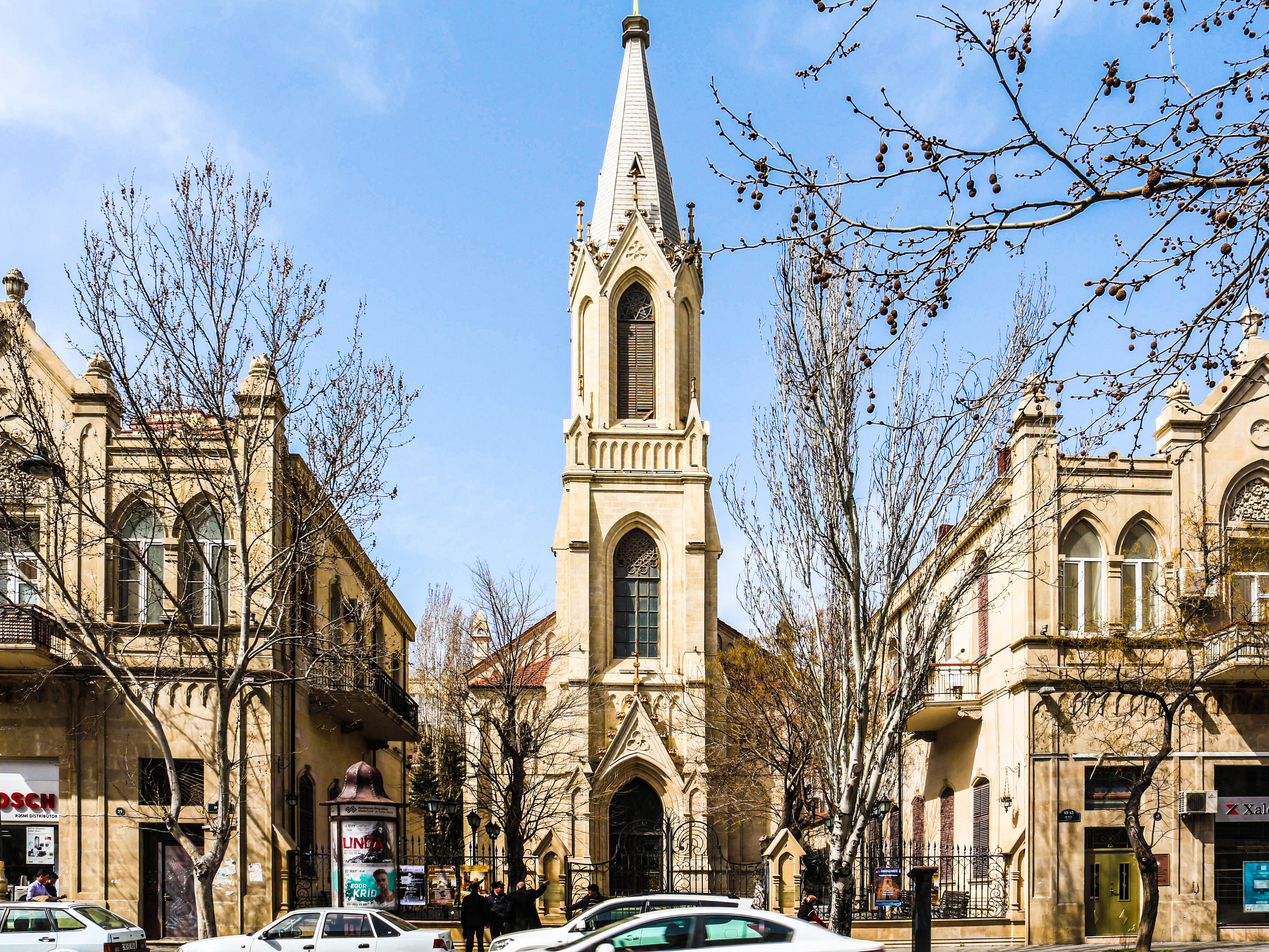
Lutheran Church of the Saviour, Baku
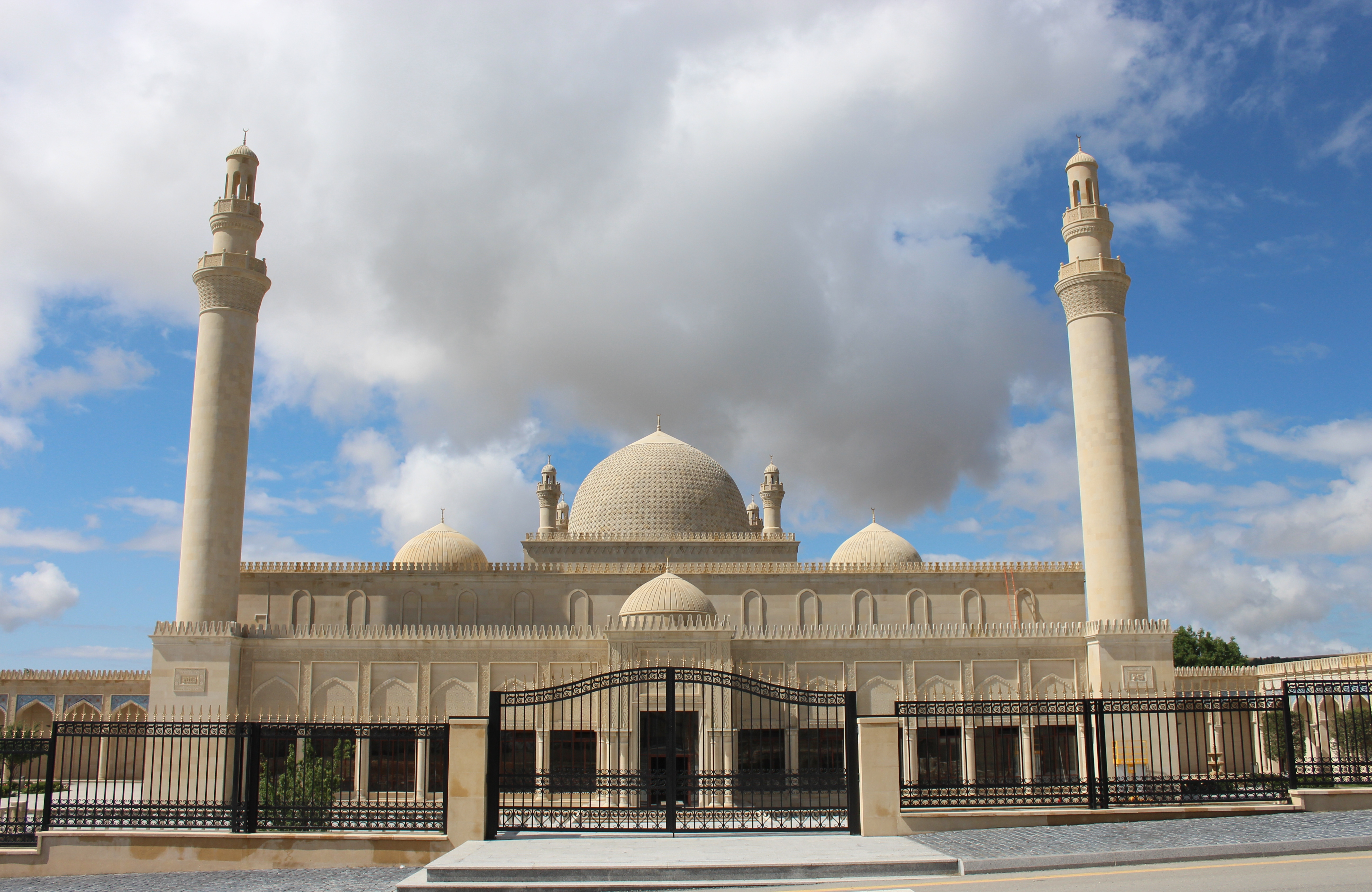
Mezquita Juma “Viernes” (Şamaxı)
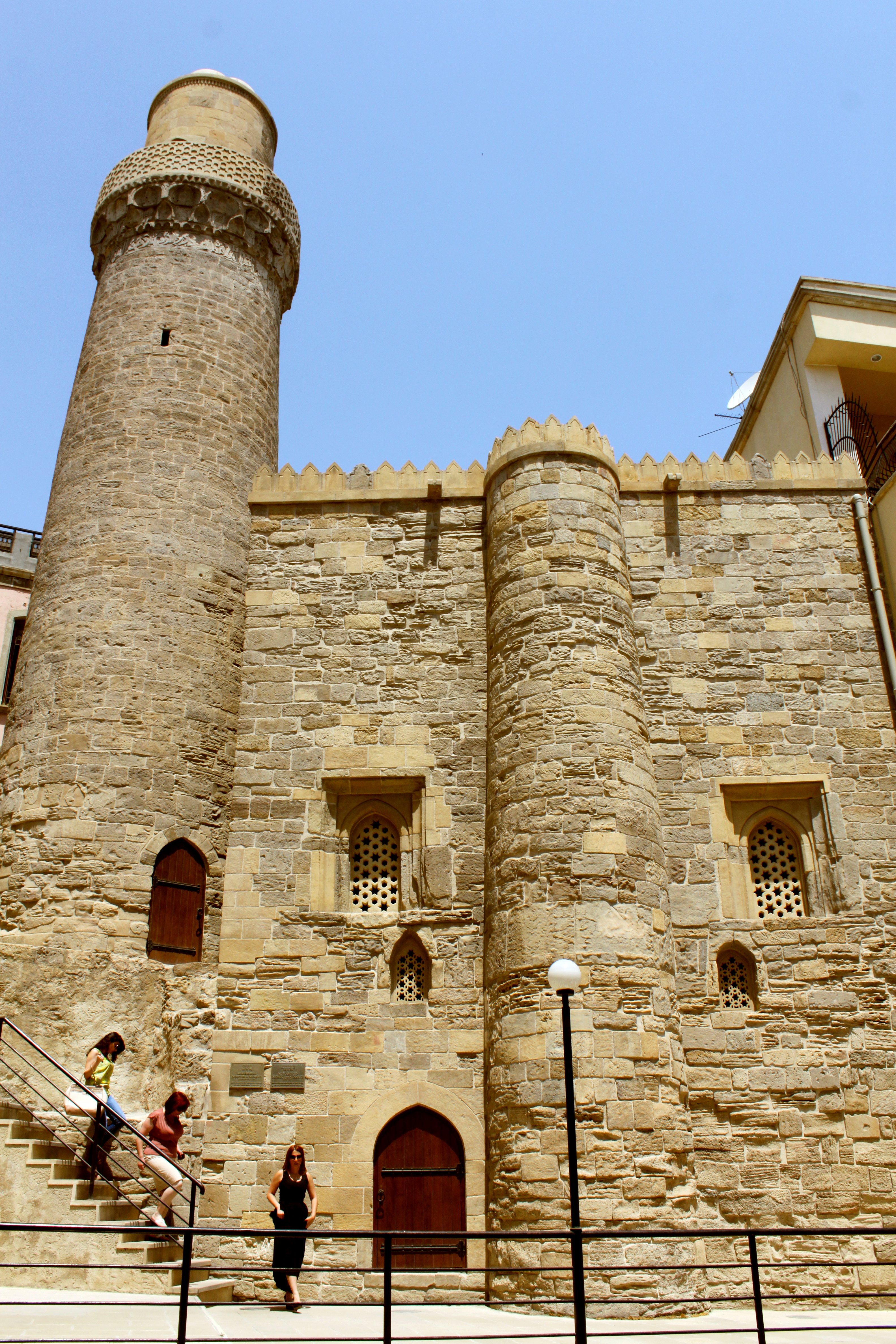
Mezquita Muhammad (Bakú)
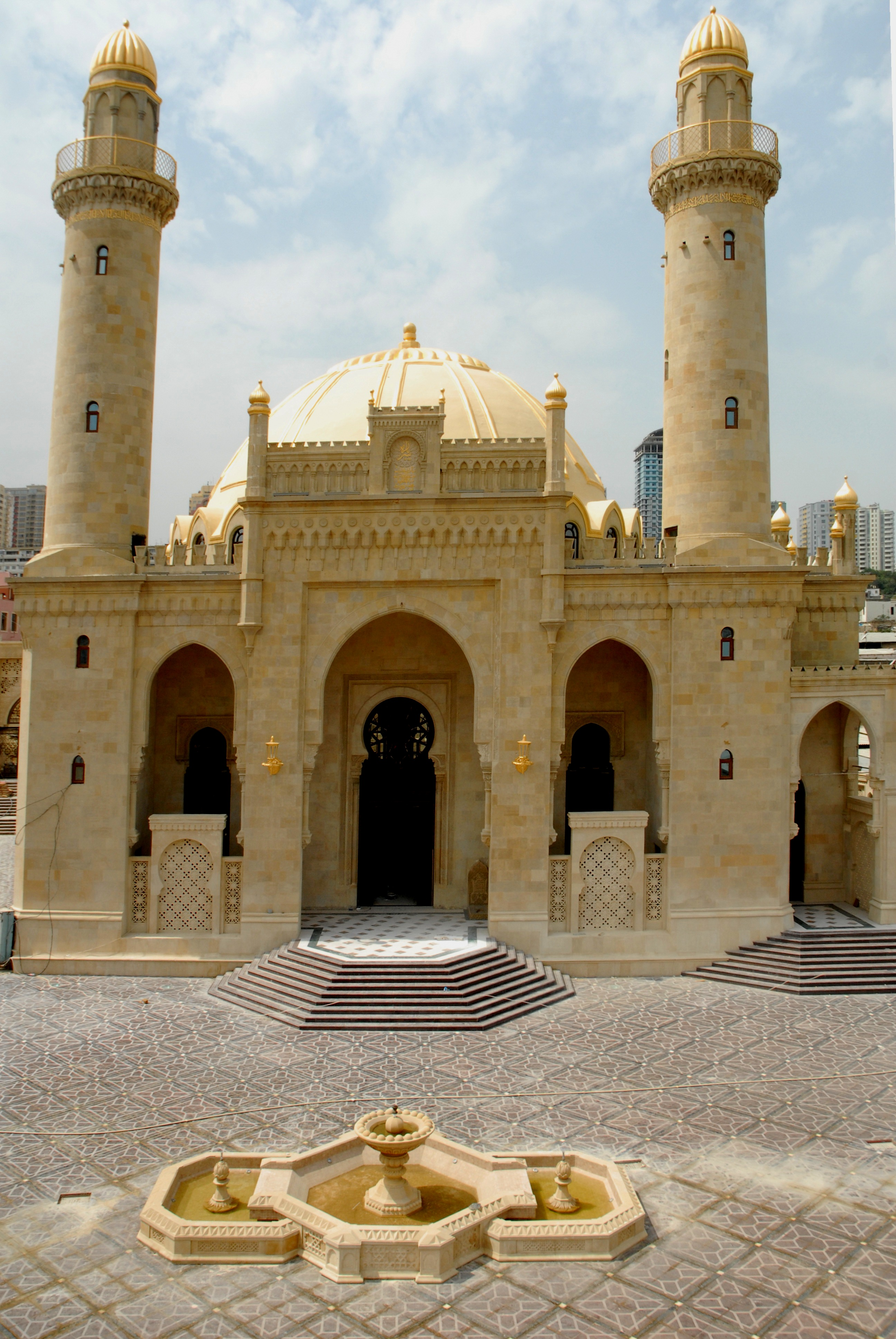
Mezquita Taza Pir
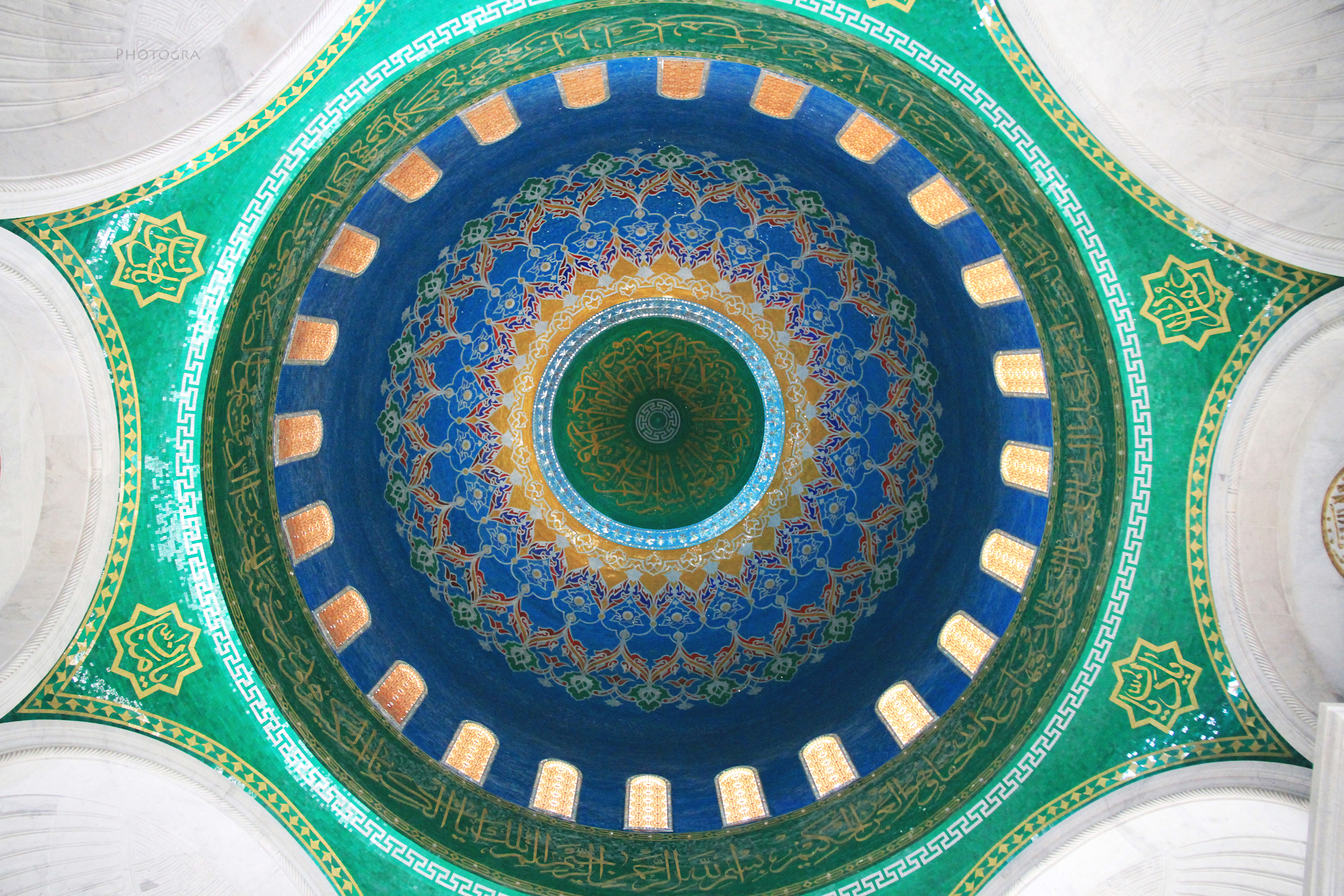
Mezquita Bibi-Heybat
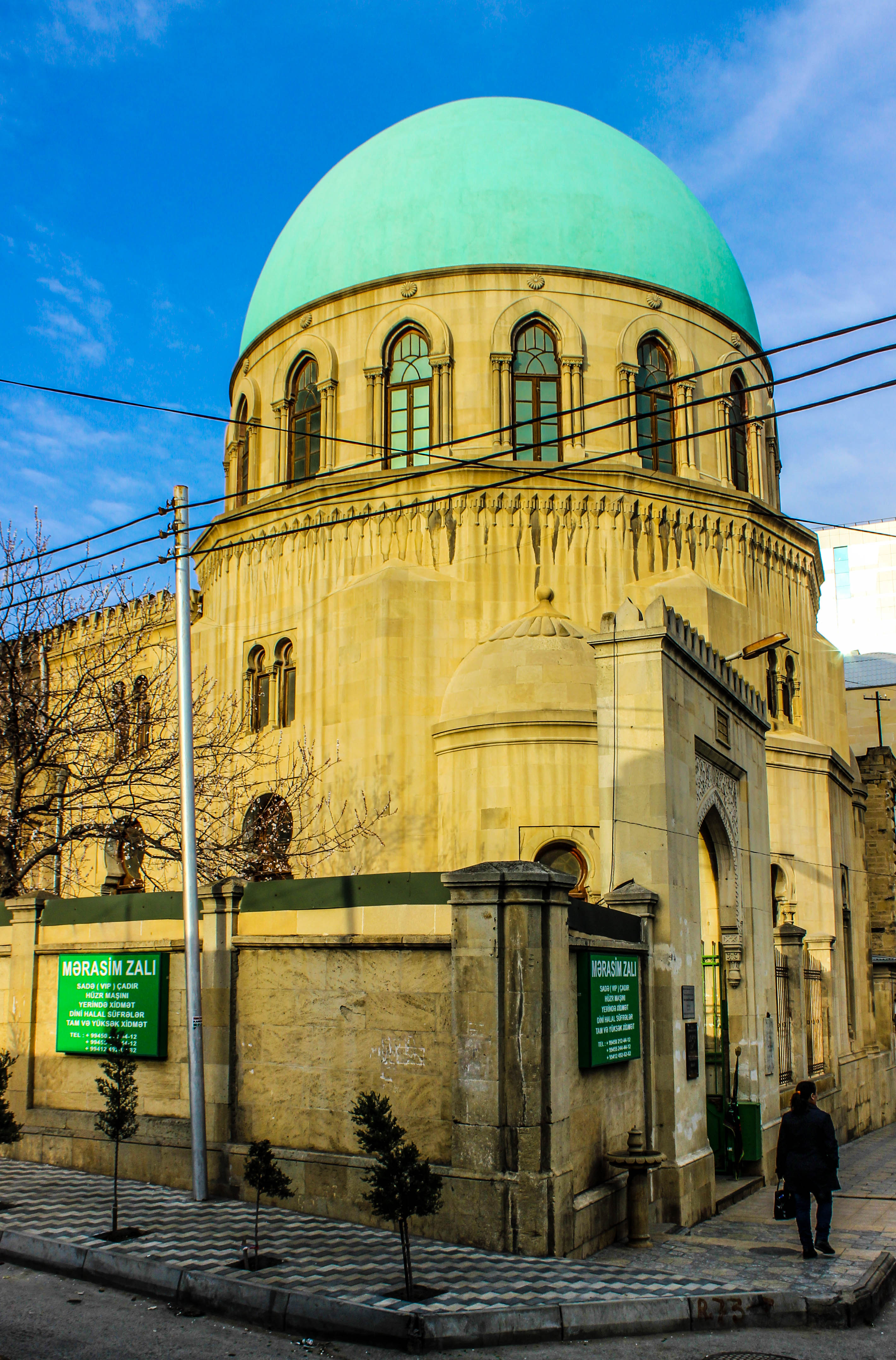
Haji Sultanali Mosque
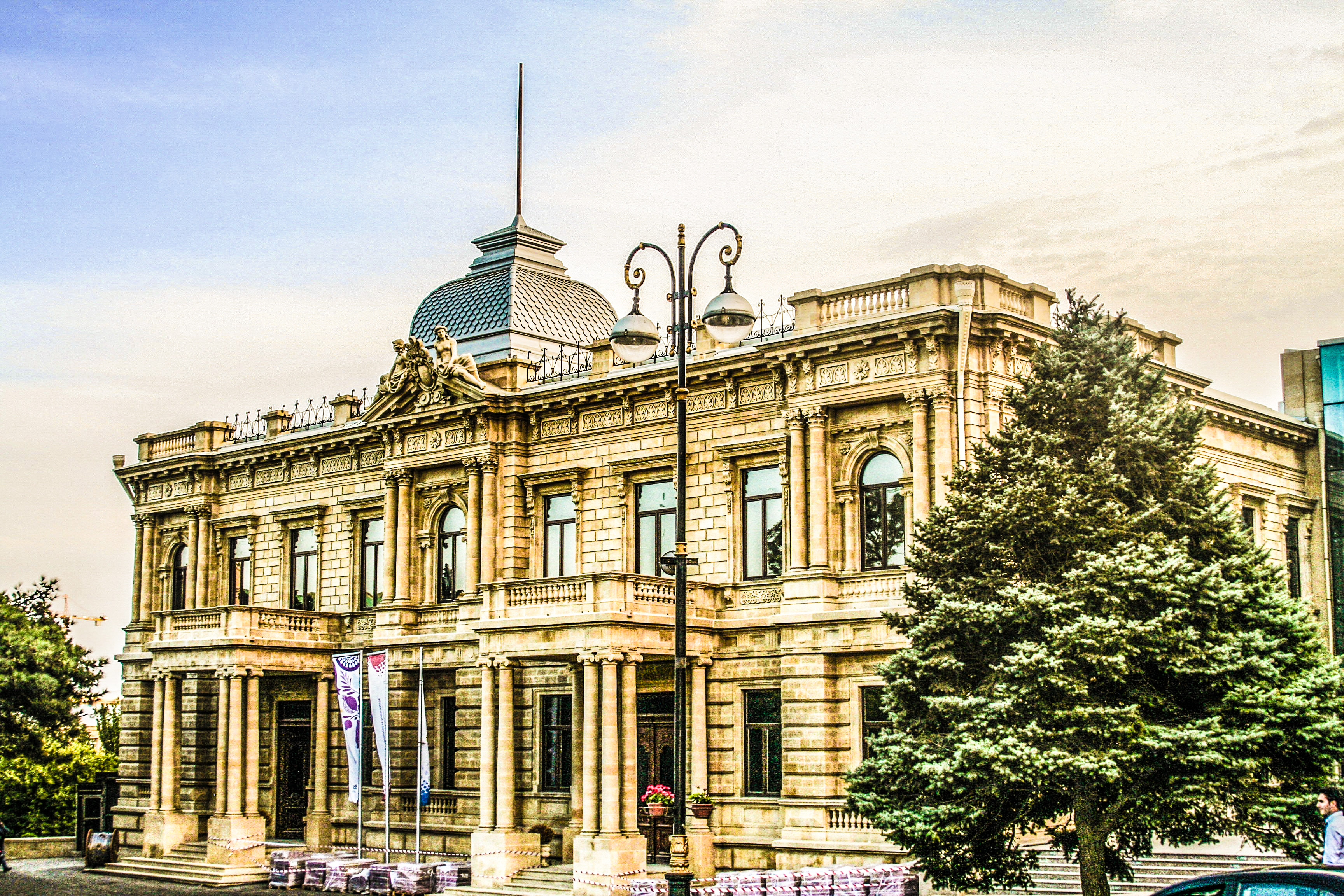
Museo Nacional de Arte de Azerbaiyán
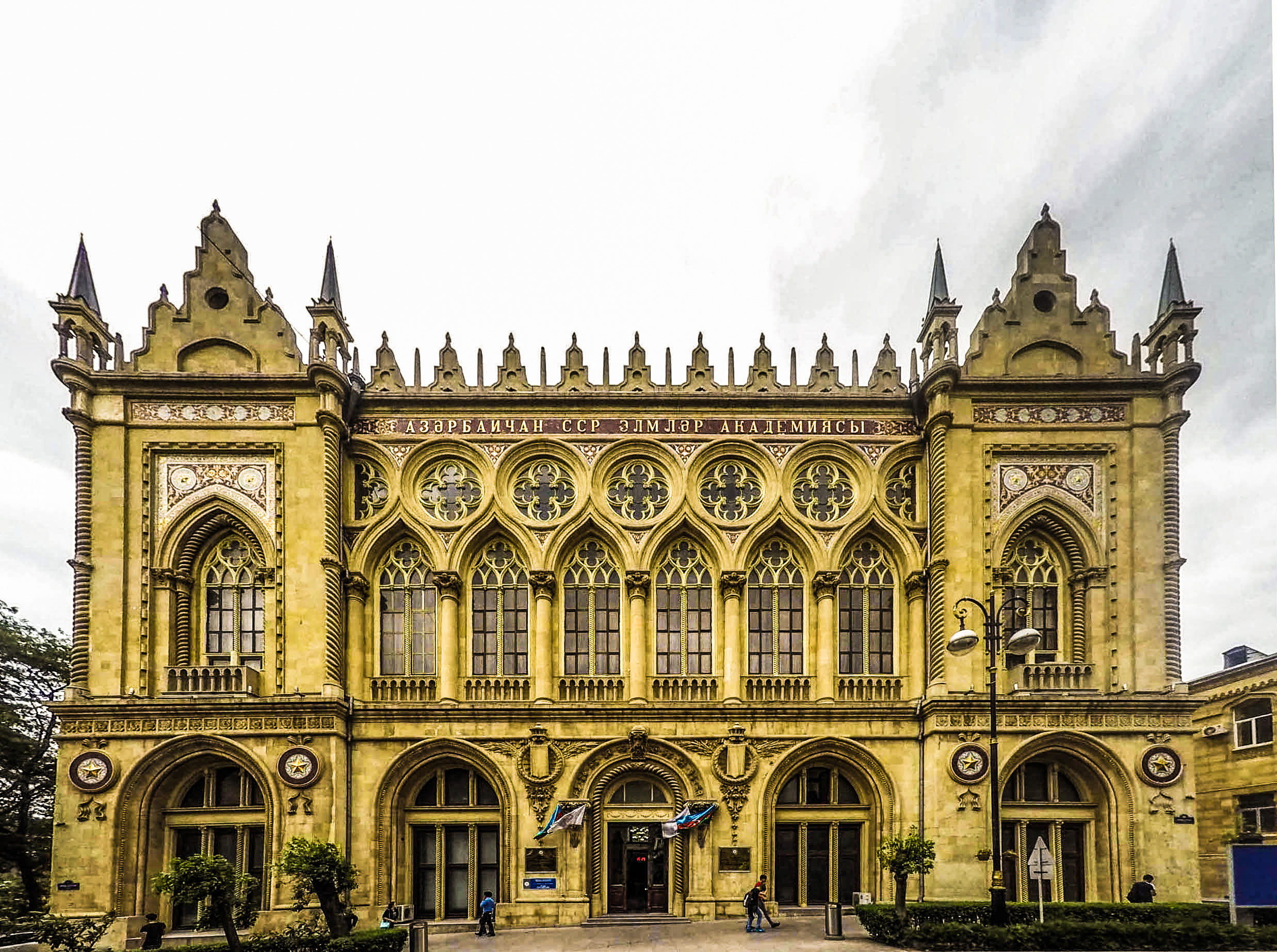
Palacio Ismailiyya en Bakú.
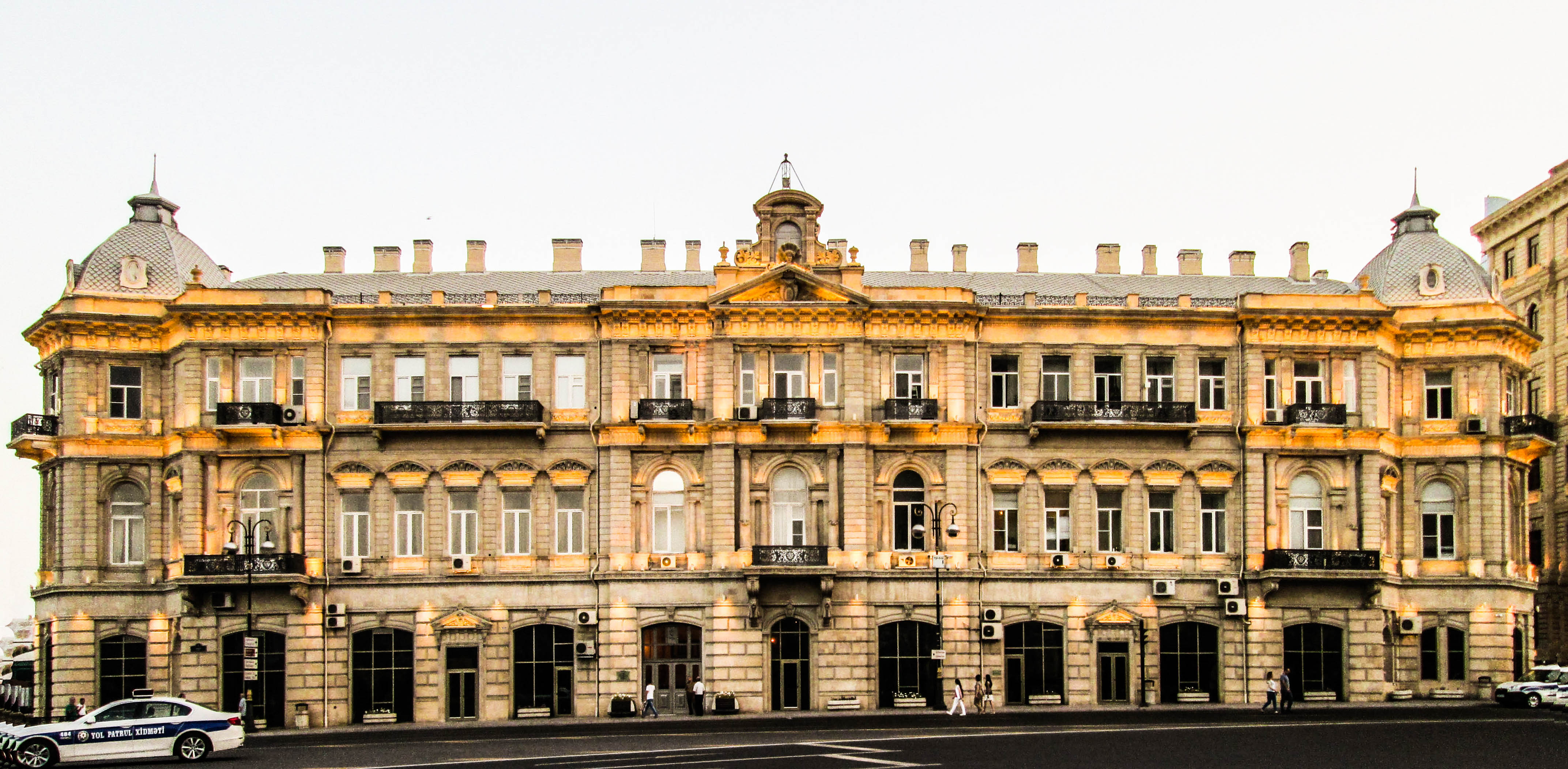
Palacio de Seyid Mirbabayev en Bakú.
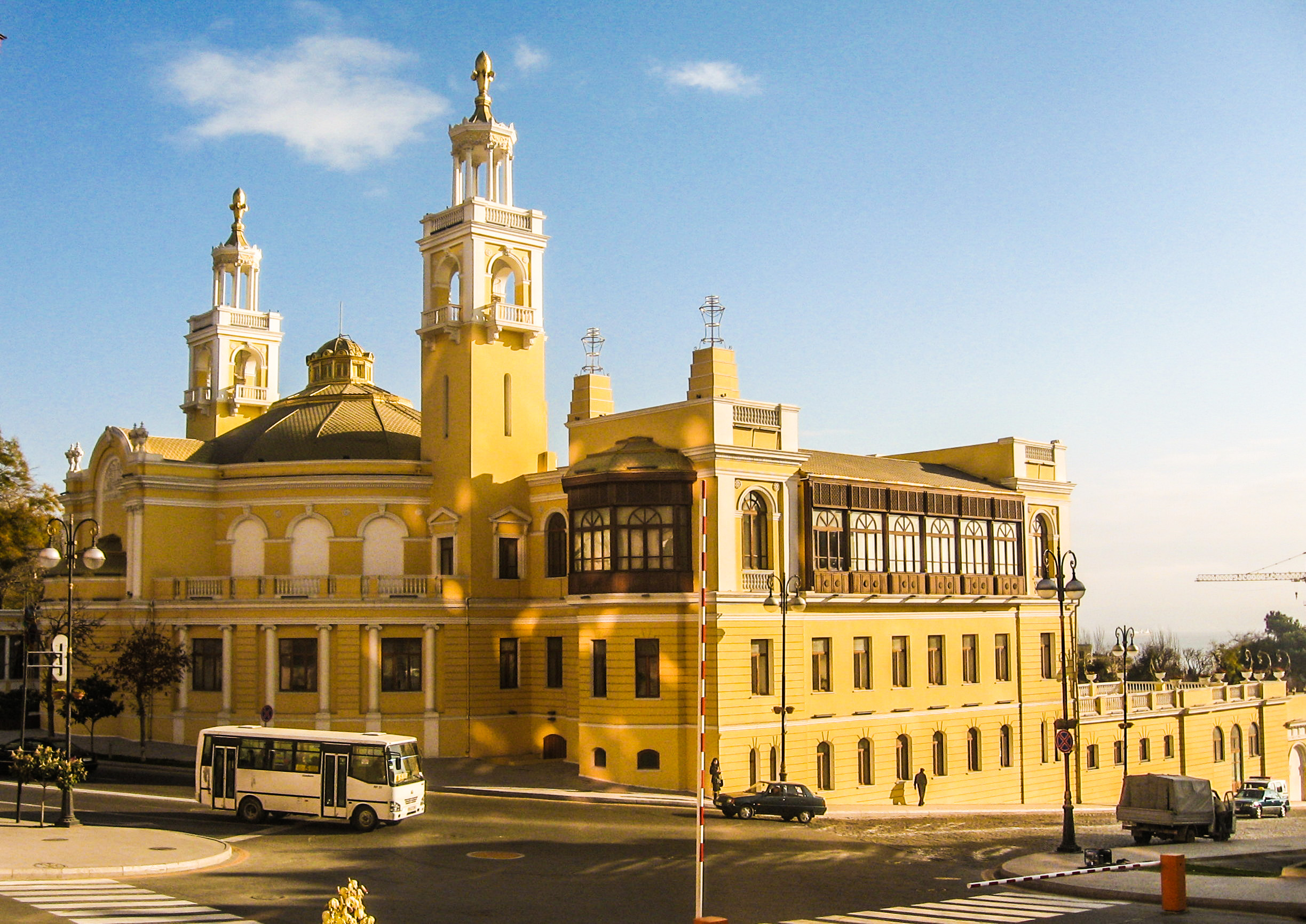
Filarmónica Estatal de Azerbaiyán.
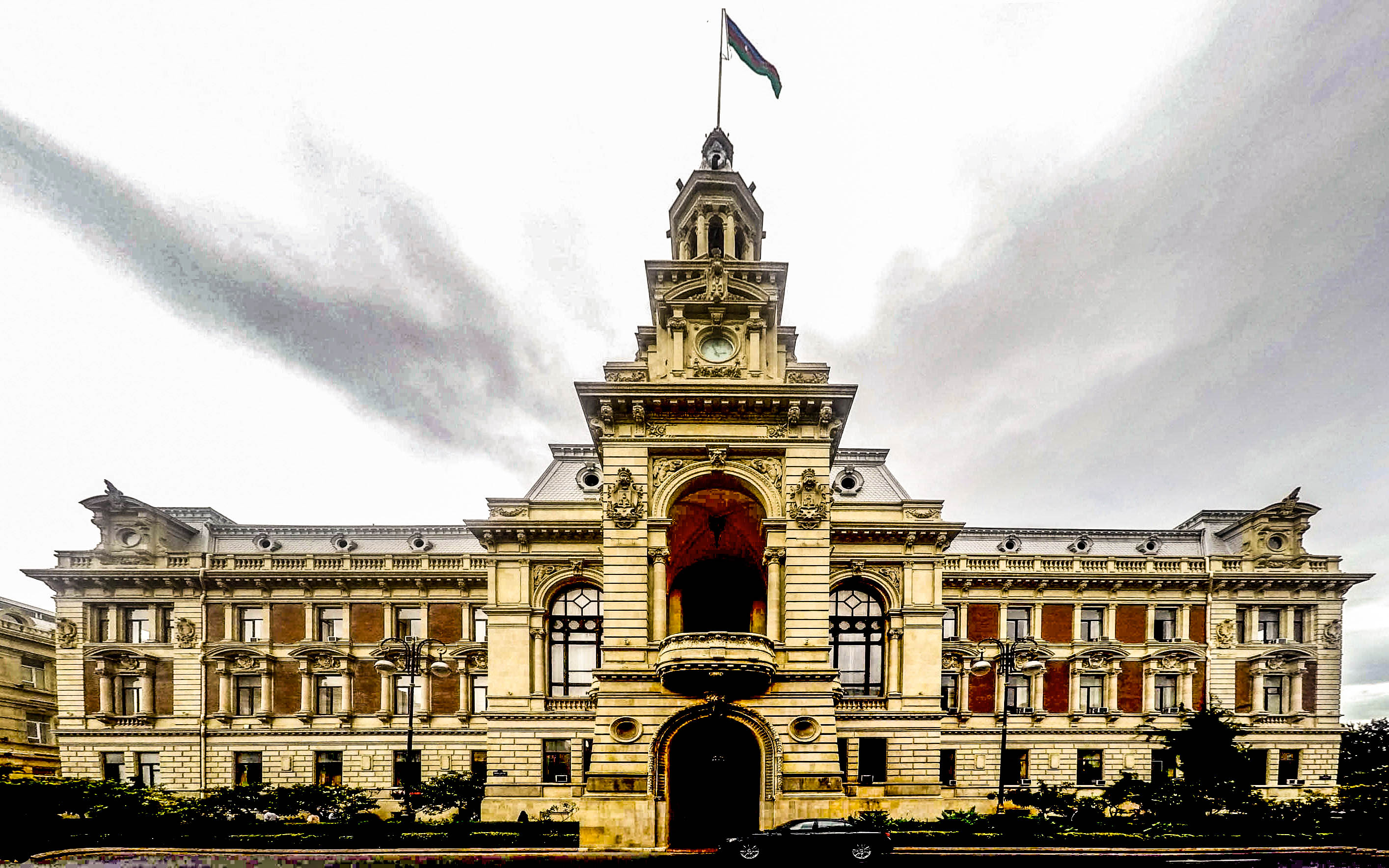
The Building Mayoralty of Baku
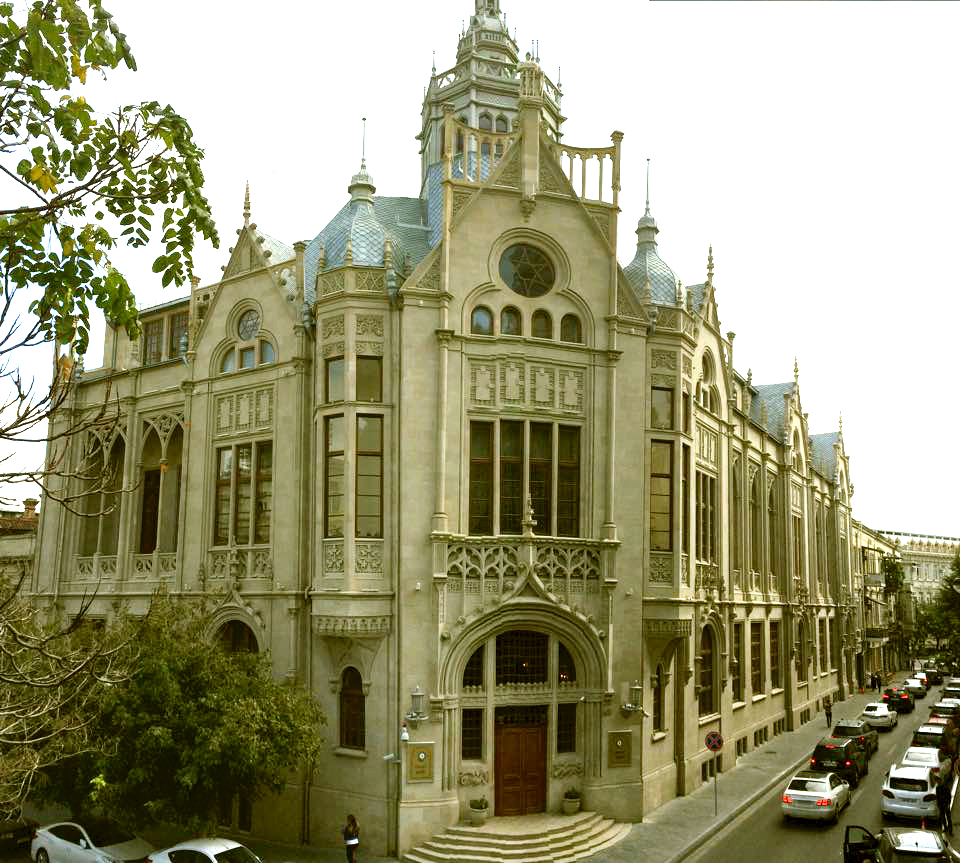
Palace of Happiness
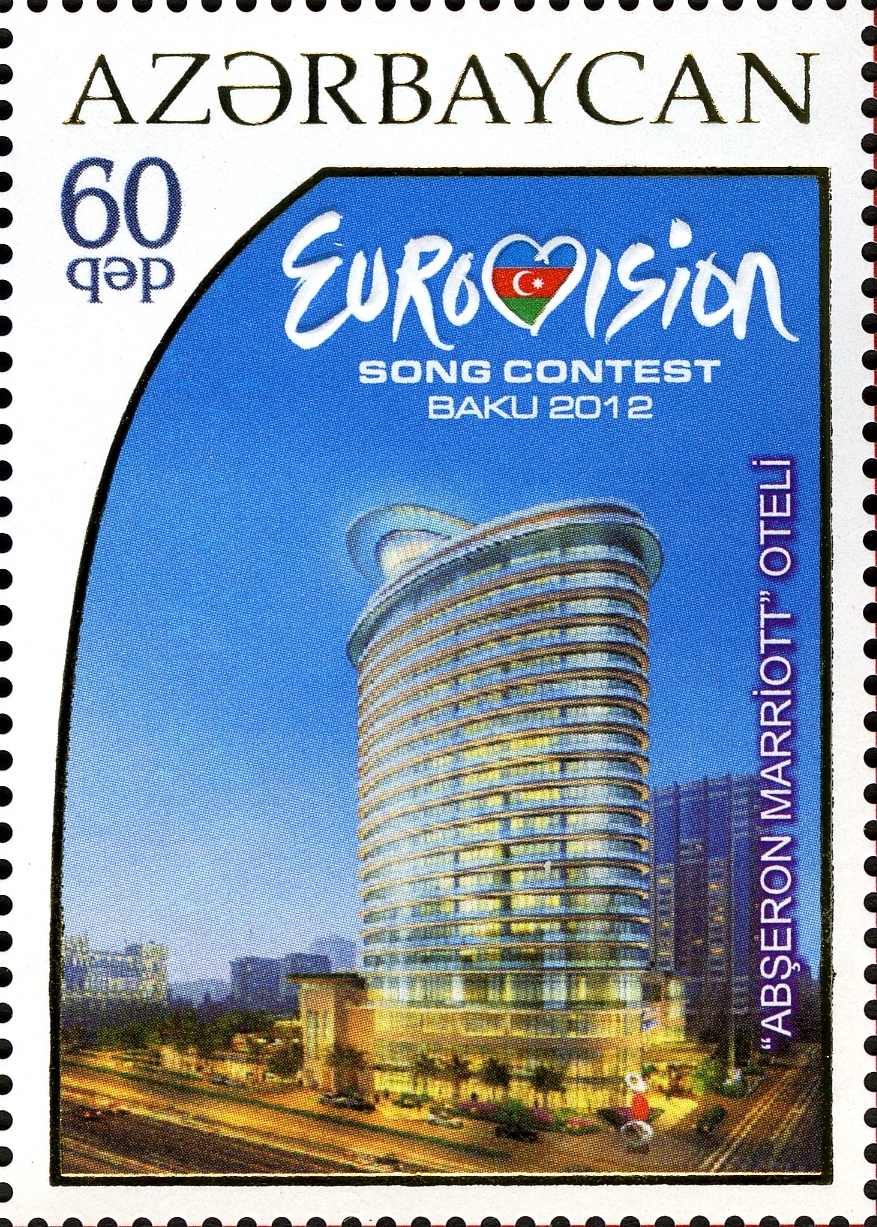
Hotel Absheron
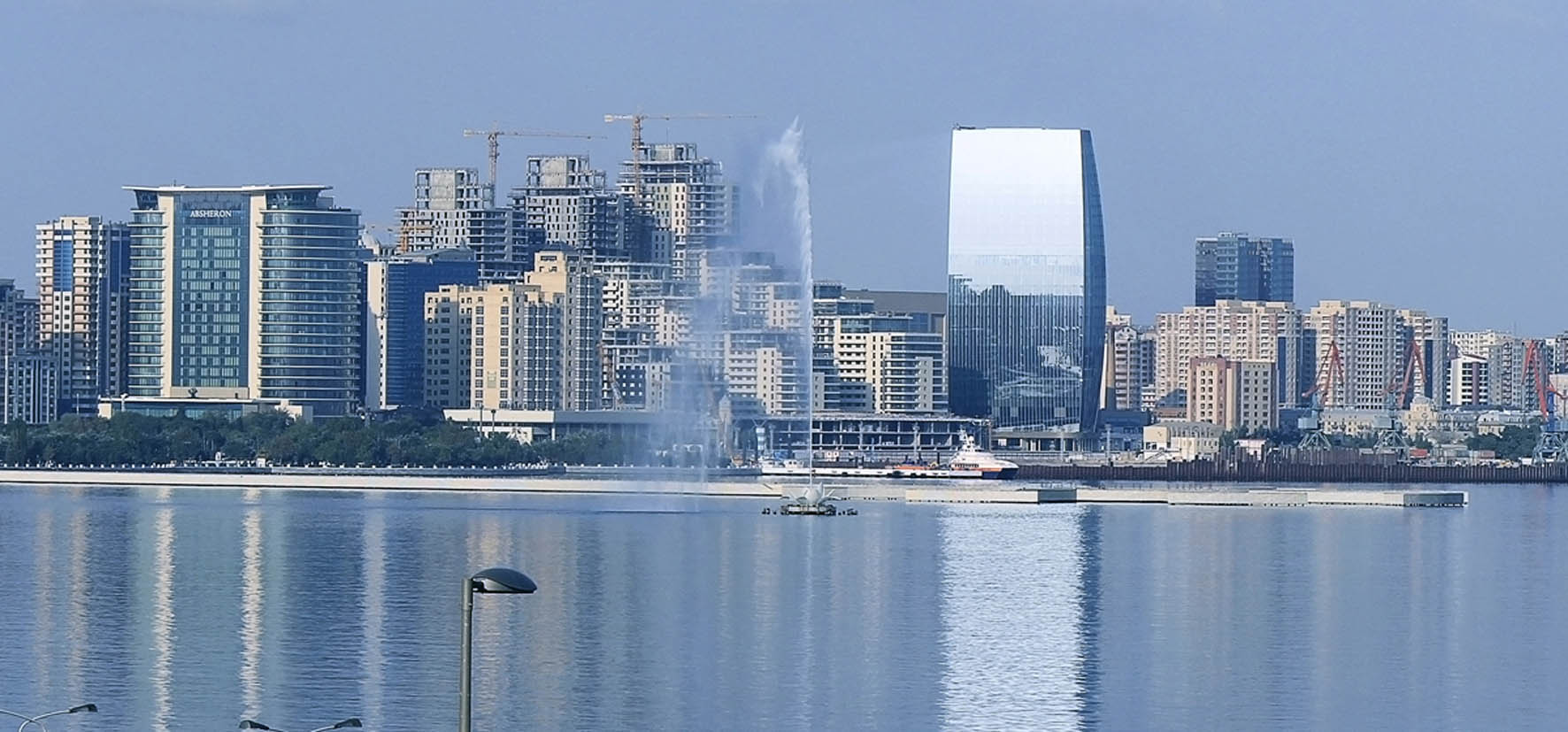
Torres del Puerto de Bakú y Port Baku Residence